# Kaliningrad
Kaliningrad (/kəˈlɪnɪnɡræd/ kə-lin-in-grad ; tiếng Nga: Калининград), trước năm 1946 được gọi là Königsberg (Кёнигсберг[ˈkʲɵnʲɪɡzbʲɪrk]), là thành phố lớn nhất và là trung tâm hành chính của Kaliningrad Oblast, Oblast cực tây của Nga . Thành phố nằm trên sông Pregolya, ở đầu đầm phá Vistula trên biển Baltic, với dân số 489.359 cư dân, lên đến 800.000 cư dân trong quần thể đô thị. Kaliningrad là thành phố lớn thứ hai trong Quận Liên bang Tây Bắc, sau Saint Petersburg, thành phố lớn thứ ba ở vùng Baltic và là thành phố lớn thứ bảy trên Biển Baltic.
Khu định cư Kaliningrad ngày nay được thành lập vào năm 1255 trên địa điểm của khu định cư cổ đại của người Phổ cổ Twangste bởi các Hiệp sĩ Teutonic trong các cuộc Thập tự chinh phương Bắc, và được đặt tên là Königsberg để vinh danh Vua Ottokar II của Bohemia. Là một thành phố cảng Baltic, nó liên tiếp trở thành thủ đô của Nhà nước của Trật tự Teutonic, Công quốc Phổ (1525–1701) và Đông Phổ . Königsberg vẫn là thành phố đăng quang của chế độ quân chủ Phổ, mặc dù thủ đô đã được chuyển đến Berlin vào năm 1701. Từ năm 1454 đến năm 1455, thành phố dưới tên Królewiec thuộc về Vương quốc Ba Lan và từ năm 1466 đến năm 1657, nó là một thái ấp của Ba Lan. Königsberg là thành phố lớn ở cực đông của Đức cho đến Thế chiến II . Thành phố đã bị hư hại nặng nề bởi cuộc ném bom của quân Đồng minh vào năm 1944 và trong trận Königsberg năm 1945; sau đó nó bị Liên Xô đánh chiếm vào ngày 9 tháng 4 năm 1945. Hiệp định Potsdam năm 1945 đặt nó dưới sự quản lý của Liên Xô. Thành phố được đổi tên thành Kaliningrad vào năm 1946 để vinh danh nhà lãnh đạo Liên Xô Mikhail Kalinin . Kể từ khi Liên bang Xô viết tan rã, nó được quản lý như là trung tâm hành chính của Kaliningrad Oblast của Nga, một khu vực nằm giữa Lithuania và Ba Lan .
Là một đầu mối giao thông chính, với các cảng biển và sông, thành phố là nơi đặt trụ sở của Hạm đội Baltic của Hải quân Nga, và là một trong những trung tâm công nghiệp lớn nhất ở Nga. Nó được công nhận là thành phố tốt nhất ở Nga vào các năm 2012, 2013 và 2014 theo tạp chí The Firm's Secret của Kommersant, thành phố tốt nhất ở Nga để kinh doanh năm 2013 theo Forbes, và được xếp hạng thứ 5 về Môi trường đô thị. Chỉ số chất lượng do Minstroy công bố năm 2019. Kaliningrad là điểm thu hút người di cư nội địa lớn ở Nga trong hai thập kỷ qua  và là một trong những thành phố đăng cai tổ chức FIFA World Cup 2018 .

## Lịch sử
Vùng Kaliningrad được coi là đã có người định cư từ năm 3000 trước Công nguyên. Lịch sử cận đại của thành phố có thể được chia thành bốn thời kỳ: khu định cư của người Phổ cổ được gọi là Twangste trước năm 1255; thành phố Königsberg của  Đức từ năm 1255 đến năm 1945 (thái ấp của Ba Lan 1466–1657); thành phố Królewiec của  Ba Lan từ năm 1454 đến năm 1455; thành phố Nga từ năm 1945. Năm 1946, khu định cư được đổi tên thành Kaliningrad để vinh danh nhà lãnh đạo Liên Xô Mikhail Kalinin và phần lớn là người dân tộc Nga tái định cư tại đây.

### Twangste

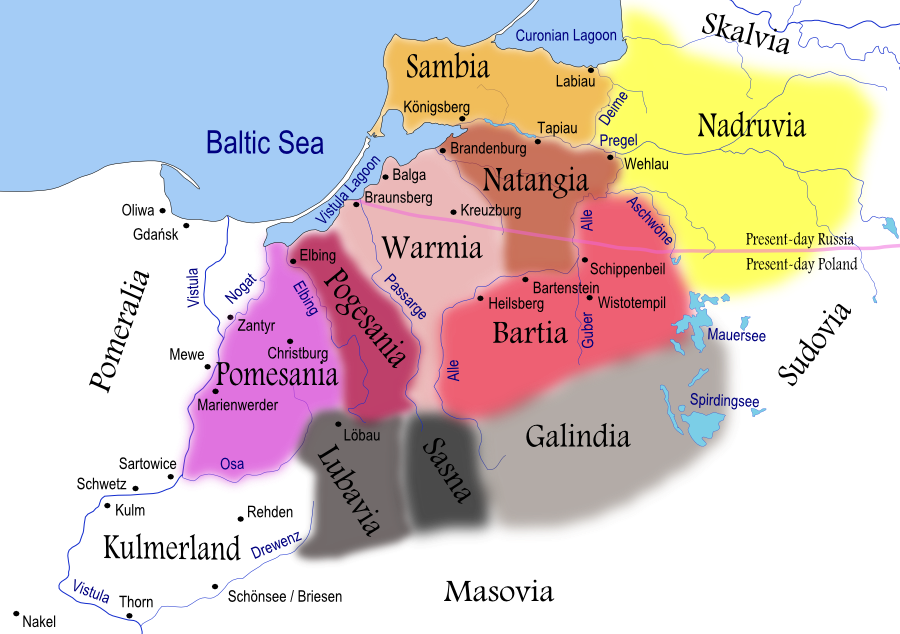
Các thị tộc cũ của Phổ vào thế kỷ 13 (Sambia - màu da cam)

Trước Königsberg là một pháo đài của người Sambian (bộ tộc Phổ Cũ) tên là Twangste (còn được đánh vần là Tuwangste hoặc Tvankste), có nghĩa là 'Rừng sồi'  hoặc 'ao có đập'. Trong cuộc chinh phục người Sambians bởi các Hiệp sĩ Teuton vào năm 1255, Twangste đã bị phá hủy và được thay thế bằng một pháo đài mới có tên Königsberg để vinh danh vua Bohemia Ottokar II. Nền văn hóa Phổ Cổ đang suy tàn cuối cùng đã tuyệt chủng vào khoảng đầu thế kỷ 18 với Đại dịch hạch, và những người Phổ Cổ còn sót lại đã được hòa nhập thông qua quá trình đồng hóa.

### Königsberg
Khu định cư trên địa bàn Kaliningrad ngày nay được thành lập như một pháo đài quân sự vào năm 1255 sau cuộc Thập tự chinh Phổ của các Hiệp sĩ Teuton chống lại quân Phổ vùng Baltic. Khu định cư mới được đặt tên để vinh danh Vua Ottokar II của người Bohemian (Séc). Sau cuộc thập tự chinh là sự định cư của người Đức và khu vực xung quanh chủ yếu trở thành người Đức, với các dân tộc thiểu số Ba Lan, Litva và Latvia.

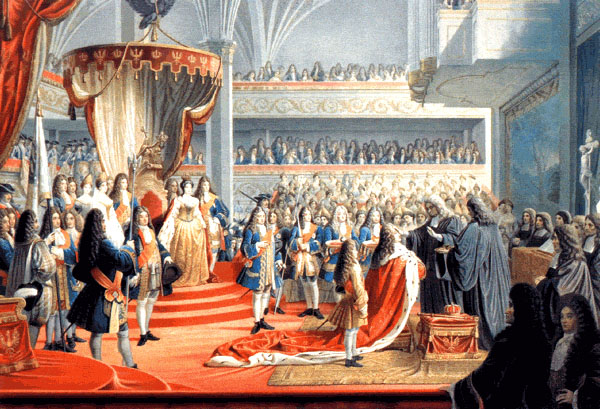
Xức dầu của Frederick I sau khi ông đăng quang làm Vua ở Phổ ở Königsberg, 1701

Năm 1454, thành phố được sáp nhập vào biên giới Ba Lan trong một năm nhờ Vua  Kazimierz Jagiellończyk  và trở thành một thái ấp dưới quyền của vua Ba Lan từ năm 1466. Sau khi Lệnh Teutonic được thế tục hóa vào năm 1525, Königsberg trở thành thủ đô của Công quốc Phổ, một thái ấp của vua Ba Lan (từ năm 1466). Như một biểu tượng cho sự phụ thuộc, đại bàng đen Phổ có vương miện đâm quanh cổ mang chữ "S" từ tên Latinh của nhà vua, "Sigismundus". Sau khi thế tục hóa Dòng Teuton vào năm 1525, Königsberg trở thành thủ đô của Công quốc Phổ. Năm 1618, Công quốc Phổ nằm dưới sự kiểm soát của Tuyển hầu tước Brandenburg và vào năm 1657, nó được kiểm soát trong liên minh cá nhân với Brandenburg (đôi khi được gọi là Brandenburg-Phổ). Từ năm 1701, Brandenburg-Phổ trở thành một Vương quốc và toàn bộ khu vực được gọi là Vương quốc Phổ. Trong khi phần Brandenberg là một phần của Đế chế La Mã Thần thánh và sau đó là Bang liên Đức, Phổ (sau này gọi là Đông Phổ) không nằm trong các ranh giới lãnh thổ đó.
Trong bối cảnh của Chiến tranh Bảy năm, toàn bộ Đông Phổ bị Đế quốc Nga (1758-1762) xâm chiếm và thôn tính. Immanuel Kant nổi tiếng vì đã thề trung thành với Nữ hoàng Nga Yelizaveta.
Trong hai thế kỷ tiếp theo, thành phố, đầu tiên là một phần của Vương quốc Phổ, sau đó từ năm 1866 là một phần của Liên minh Bắc Đức, và sau đó từ năm 1871 là một phần của Đế quốc Đức, tiếp tục phát triển và nhiều địa danh mang tính biểu tượng của Königsberg đã được xây dựng. Thành phố có khoảng 370.000 cư dân và là một trung tâm văn hóa và hành chính của Phổ và Đế quốc Đức. Immanuel Kant và E. T. A. Hoffmann, những người con đáng chú ý của thành phố, được sinh ra trong thời gian này.

### Thế Chiến Thứ 2
Trong Chiến tranh thế giới thứ hai, thành phố Königsberg bị tàn phá nặng nề bởi cuộc tấn công ném bom của Anh vào năm 1944 và cuộc bao vây quy mô lớn của Liên Xô vào mùa xuân năm 1945. Vào cuối Thế chiến thứ hai năm 1945, thành phố trở thành một phần của Cộng hòa Xã hội chủ nghĩa Xô viết Liên bang Nga (như một phần của Liên bang Xô viết).

### Liên Xô
Tại Hội nghị Potsdam năm 1945, thành phố trở thành một phần của Liên Xô trong khi chờ quyết định cuối cùng về biên giới lãnh thổ. Vào ngày 12 tháng 9 năm 1990, "Hiệp ước về giải pháp cuối cùng liên quan tới Đức"  được ký kết, liên quan đến việc phân chia Đông Phổ, bao gồm khu vực xung quanh Königsberg (lưu ý rằng Königsberg được ghi là "Koenigsberg" trong tài liệu gốc).
Ngày 4 tháng 7 năm 1946, chính quyền Liên Xô đổi tên Königsberg thành Kaliningrad  sau cái chết ngày 3 tháng 6 năm 1946 của Chủ tịch Đoàn Chủ tịch Xô Viết Tối cao (nguyên thủ quốc gia) của Liên Xô, Mikhail Kalinin, một trong những Những người Bolshevik. Những người Đức còn lại ở Königsberg buộc phải chuyển đến Đức vào năm 1946 – 1949, và thành phố đã được tái định cư với các công dân Liên Xô. Ngôn ngữ hành chính của thành phố đã được thay đổi từ tiếng Đức sang tiếng Nga. Tên của các thành phố, thị trấn, sông và các đặc điểm địa lý khác đã được đổi thành tên tiếng Nga. Năm 1950, có 1.165.000 cư dân, chỉ bằng một nửa so với dân số trước chiến tranh.
Thành phố đã được xây dựng lại và là lãnh thổ cực tây của Liên Xô, Kaliningrad Oblast trở thành một khu vực chiến lược quan trọng trong Chiến tranh Lạnh. Hạm đội Baltic của Liên Xô có trụ sở chính tại thành phố vào những năm 1950. Vì tầm quan trọng chiến lược của nó, Kaliningrad Oblast đã bị đóng cửa đối với du khách nước ngoài.
Thành phố cổ không được khôi phục, và tàn tích của Lâu đài Königsberg đã bị phá bỏ vào cuối những năm 1960, theo lệnh cá nhân của Leonid Brezhnev,  bất chấp sự phản đối của các kiến trúc sư, nhà sử học, sử gia địa phương và cư dân bình thường của thành phố.
Việc "tái thiết" khu vực bị nạn đói đe dọa trong những năm ngay sau chiến tranh, được thực hiện thông qua chính sách đánh bắt cá đại dương đầy tham vọng với việc thành lập một trong những bến cảng đánh cá chính của Liên Xô tại thành phố Kaliningrad. Đánh bắt cá không chỉ nuôi sống nền kinh tế khu vực mà còn là nền tảng cho sự phát triển xã hội và khoa học, đặc biệt là hải dương học.
Năm 1957, một hiệp định được ký kết và sau đó có hiệu lực phân định biên giới giữa Ba Lan và Liên Xô.

### Nga
Thị trấn Baltiysk (thuộc huyện Baltiysk), ngay bên ngoài Kaliningrad, là cảng Biển Baltic duy nhất của Nga được cho là "không có băng" quanh năm và do đó khu vực này đóng một vai trò quan trọng trong việc duy trì Hạm đội Baltic .
Kaliningrad Oblast là một phần tách rời  của Cộng hòa Xã hội Chủ nghĩa Xô viết Nga và với sự sụp đổ của Liên bang Xô viết vào năm 1991, nó trở nên tách biệt khỏi phần còn lại của Nga bởi các quốc gia độc lập. Sự cô lập này so với phần còn lại của Nga càng trở nên rõ rệt hơn về mặt chính trị khi Ba Lan và Lithuania trở thành thành viên của NATO và sau đó là Liên minh châu Âu vào năm 2004. Tất cả các liên kết quân sự và dân sự trên bộ giữa khu vực và phần còn lại của Nga đều phải thông qua các thành viên của NATO và EU. Các sắp xếp đi lại đặc biệt cho cư dân của lãnh thổ đã được thực hiện thông qua Tài liệu Vận chuyển Thuận lợi (FTD) và Tài liệu Vận chuyển Đường sắt Thuận lợi (FRTD) .
Trong khi vào những năm 1990, một số tên thành phố thời Liên Xô để tưởng nhớ các nhà lãnh đạo cộng sản đã được thay đổi (ví dụ: Leningrad đổi tên thành Sankt-Peterburg và Kalinin, cũng được đặt theo tên của Mikhail Kalinin, đổi tên thành Tver), Kaliningrad vẫn giữ nguyên tên, mặc dù thành phố đôi khi được gọi một cách thông tục là König hoặc Kyonig (tiếng Nga: Кёниг).. ] Câu hỏi về tên của thành phố đã được đặt ra nhiều lần. Vào năm 2022, chính phủ chính thức xác nhận rằng việc đổi tên thành phố sẽ là "không phù hợp".
Kể từ đầu những năm 1990, khu vực Kaliningrad đã là một Khu kinh tế tự do (FEZ Yantar). Năm 2005, thành phố đánh dấu 750 năm tồn tại với tên gọi Königsberg / Kaliningrad. Vào tháng 7 năm 2007, Phó Thủ tướng thứ nhất của Nga Sergei Ivanov tuyên bố rằng nếu các hệ thống phòng thủ tên lửa do Mỹ điều khiển được triển khai ở Ba Lan, thì vũ khí hạt nhân có thể được triển khai ở Kaliningrad. Vào tháng 11/2008, nhà lãnh đạo  Dmitry Medvedev nói rằng việc lắp đặt tên lửa ở Kaliningrad gần như là điều chắc chắn. Tuy nhiên, các kế hoạch này đã bị đình chỉ vào tháng 1 năm 2009.
Một số di sản văn hóa, đáng chú ý nhất là Nhà thờ lớn Königsberg, đã được khôi phục vào những năm 1990, khi người dân bắt đầu tìm hiểu về quá khứ của nước Đức trước đây bị bỏ qua.
Năm 2018, Kaliningrad đã đăng cai tổ chức World Cup 2018.

## Địa lý
Kaliningrad nằm ở cửa sông Pregolya có thể đi lại được, đổ ra đầm phá Vistula, một cửa vào của biển Baltic .
Các tàu biển có thể tiếp cận Vịnh Gdańsk / Vịnh Danzig và Biển Baltic bằng Đầm phá Vistula và Eo biển Baltiysk .

Cho đến khoảng năm 1900, những con tàu sâu hơn 2 mét (6 ft 7 in) so với mực nước không thể vượt qua để đi vào thị trấn; các tàu lớn hơn phải neo đậu tại Pillau (nay là Baltiysk), nơi hàng hóa được chuyển sang các tàu nhỏ hơn. Năm 1901, một kênh đào tàu giữa Königsberg và Pillau, được hoàn thành với chi phí 13 hàng triệu mác Đức, cho phép các tàu dự thảo để neo đậu dọc theo thị trấn.

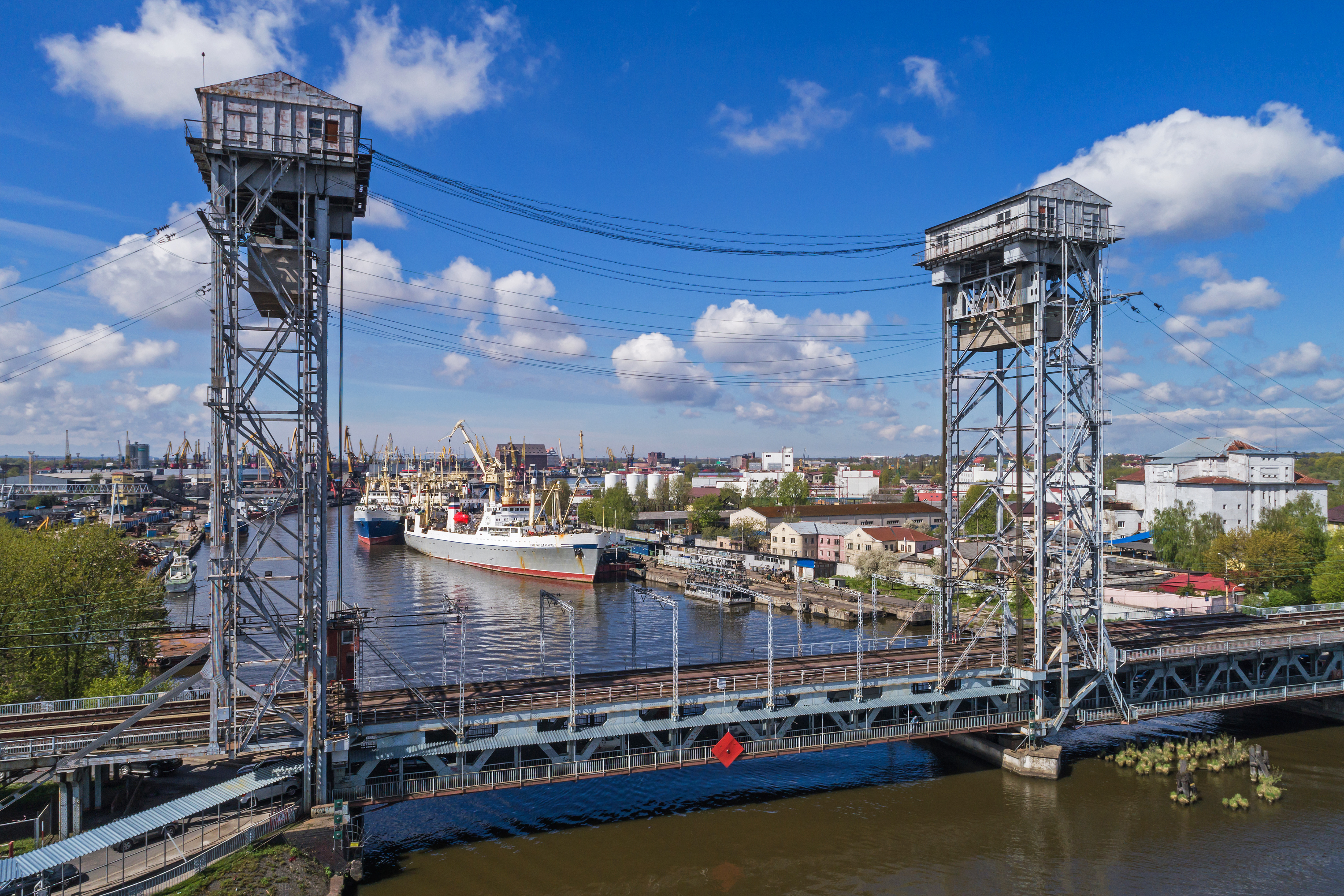
Sông Pregolya ở Kaliningrad
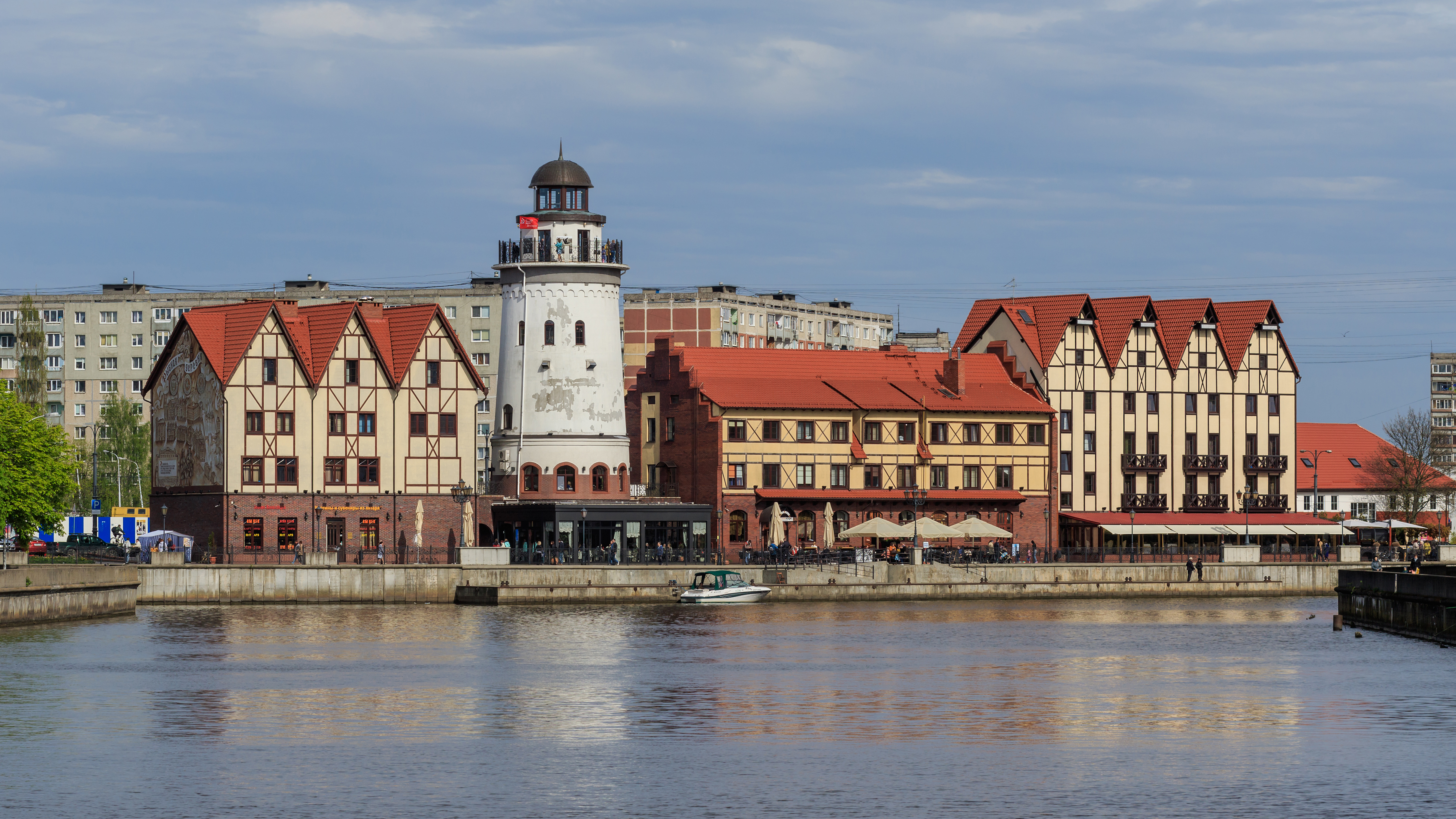
"Làng chài" giả lịch sử
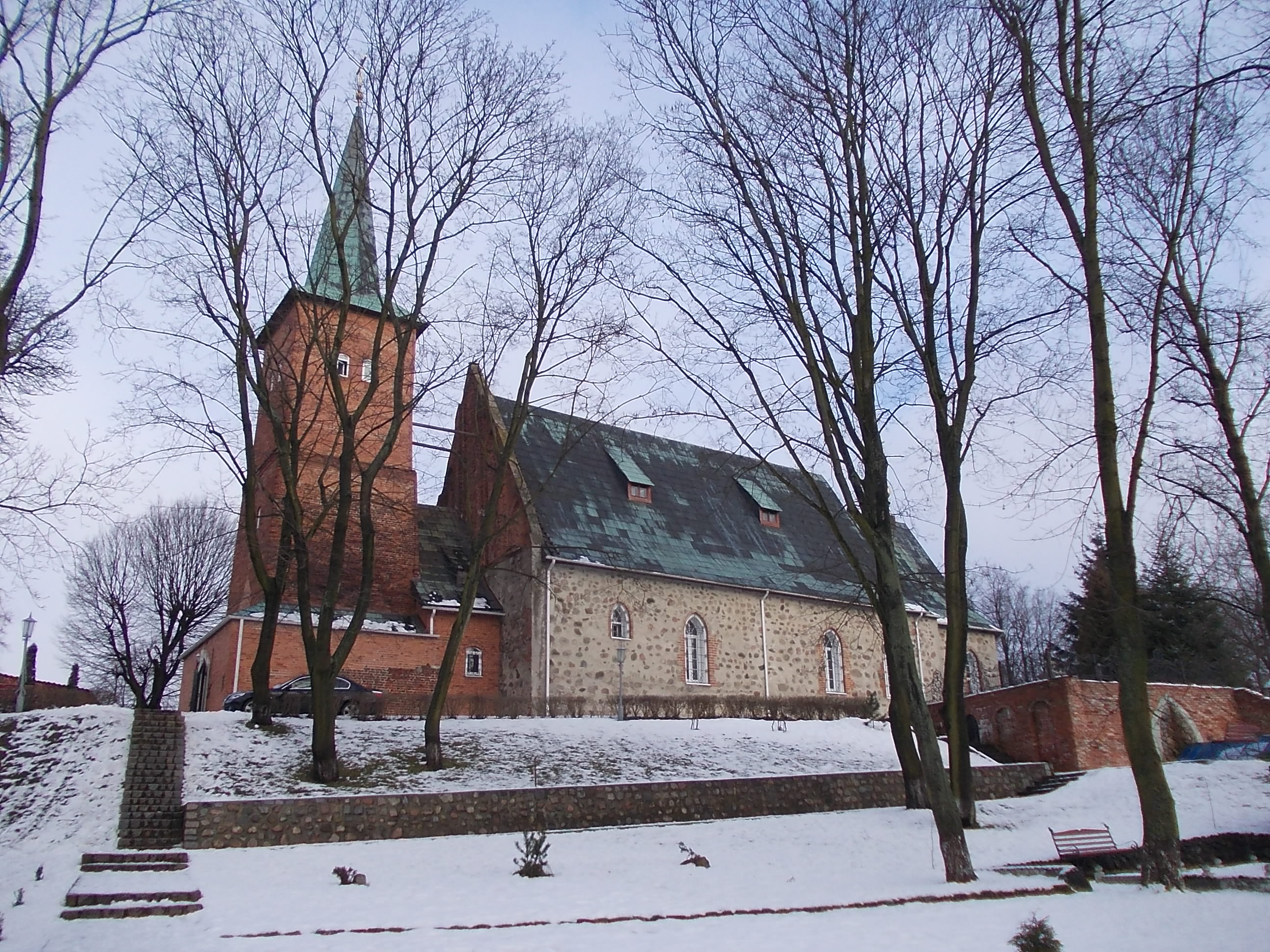
Nhà thờ Juditten thế kỷ 13

### Khí hậu
Kaliningrad có một khí hậu lục địa ẩm (Căn cứ tùy thuộc vào các đường đẳng chọn cho lớp C khí hậu), lạnh, ít mây. Nhiệt độ trung bình khoảng từ −1,5 đến +18,1 °C (29,3 đến 64,6 °F) và mưa thay đổi từ 36,0 milimét (1,42 in)/tháng 97,0 milimét (3,82 in)/tháng. Nó có khí hậu biển ảnh hưởng và vì vậy, ẩm ướt.

Các mùa được phân biệt rõ ràng. Mùa xuân bắt đầu vào tháng 3 và ban đầu lạnh và có gió, sau đó trở nên ấm áp dễ chịu và thường rất nắng. Mùa hè, bắt đầu vào tháng 6, chủ yếu là ấm áp nhưng đôi khi nóng (với nhiệt độ lên tới +30–+35 °C (86–95 °F) ít nhất một lần mỗi năm) với nhiều nắng xen kẽ với mưa lớn. Số giờ nắng trung bình hàng năm ở Kaliningrad là 1700, tương tự như các thành phố phía bắc khác. Mùa thu đến vào tháng 9, lúc đầu ấm áp và thường có nắng, sau đó chuyển sang lạnh, ẩm ướt và có sương mù vào tháng 11. Mùa đông có tuyết rơi. Tháng 1 và tháng 2 là những tháng lạnh nhất với nhiệt độ đôi khi xuống thấp tới −15 °C (5 °F) .
| Dữ liệu khí hậu của Kaliningrad         | Dữ liệu khí hậu của Kaliningrad | Dữ liệu khí hậu của Kaliningrad | Dữ liệu khí hậu của Kaliningrad | Dữ liệu khí hậu của Kaliningrad | Dữ liệu khí hậu của Kaliningrad | Dữ liệu khí hậu của Kaliningrad | Dữ liệu khí hậu của Kaliningrad | Dữ liệu khí hậu của Kaliningrad | Dữ liệu khí hậu của Kaliningrad | Dữ liệu khí hậu của Kaliningrad | Dữ liệu khí hậu của Kaliningrad | Dữ liệu khí hậu của Kaliningrad | Dữ liệu khí hậu của Kaliningrad |
| Tháng                                   | 1                               | 2                               | 3                               | 4                               | 5                               | 6                               | 7                               | 8                               | 9                               | 10                              | 11                              | 12                              | Năm                             |
| --------------------------------------- | ------------------------------- | ------------------------------- | ------------------------------- | ------------------------------- | ------------------------------- | ------------------------------- | ------------------------------- | ------------------------------- | ------------------------------- | ------------------------------- | ------------------------------- | ------------------------------- | ------------------------------- |
| Cao kỉ lục °C (°F)                      | 12.7 (54.9)                     | 15.6 (60.1)                     | 23.0 (73.4)                     | 28.5 (83.3)                     | 30.6 (87.1)                     | 34.0 (93.2)                     | 36.3 (97.3)                     | 36.5 (97.7)                     | 33.8 (92.8)                     | 26.4 (79.5)                     | 19.4 (66.9)                     | 13.3 (55.9)                     | 36.5 (97.7)                     |
| Trung bình ngày tối đa °C (°F)          | 0.7 (33.3)                      | 1.5 (34.7)                      | 5.6 (42.1)                      | 12.3 (54.1)                     | 18.0 (64.4)                     | 20.5 (68.9)                     | 23.0 (73.4)                     | 22.6 (72.7)                     | 17.6 (63.7)                     | 12.1 (53.8)                     | 5.6 (42.1)                      | 1.9 (35.4)                      | 11.8 (53.2)                     |
| Trung bình ngày °C (°F)                 | −1.5 (29.3)                     | −1.1 (30.0)                     | 2.0 (35.6)                      | 7.3 (45.1)                      | 12.5 (54.5)                     | 15.5 (59.9)                     | 18.1 (64.6)                     | 17.6 (63.7)                     | 13.1 (55.6)                     | 8.4 (47.1)                      | 3.3 (37.9)                      | −0.3 (31.5)                     | 7.9 (46.2)                      |
| Tối thiểu trung bình ngày °C (°F)       | −3.9 (25.0)                     | −3.6 (25.5)                     | −1.1 (30.0)                     | 2.9 (37.2)                      | 7.4 (45.3)                      | 10.9 (51.6)                     | 13.6 (56.5)                     | 13.1 (55.6)                     | 9.2 (48.6)                      | 5.2 (41.4)                      | 1.1 (34.0)                      | −2.5 (27.5)                     | 4.4 (39.9)                      |
| Thấp kỉ lục °C (°F)                     | −32.5 (−26.5)                   | −33.3 (−27.9)                   | −21.7 (−7.1)                    | −5.8 (21.6)                     | −3.1 (26.4)                     | 0.7 (33.3)                      | 4.5 (40.1)                      | 1.6 (34.9)                      | −2.0 (28.4)                     | −11.2 (11.8)                    | −18.7 (−1.7)                    | −25.6 (−14.1)                   | −33.3 (−27.9)                   |
| Lượng Giáng thủy trung bình mm (inches) | 68 (2.7)                        | 49 (1.9)                        | 52 (2.0)                        | 36 (1.4)                        | 54 (2.1)                        | 79 (3.1)                        | 77 (3.0)                        | 97 (3.8)                        | 74 (2.9)                        | 82 (3.2)                        | 83 (3.3)                        | 73 (2.9)                        | 824 (32.4)                      |
| Số ngày mưa trung bình                  | 14                              | 13                              | 14                              | 14                              | 14                              | 16                              | 15                              | 16                              | 17                              | 18                              | 18                              | 16                              | 185                             |
| Số ngày tuyết rơi trung bình            | 15                              | 15                              | 10                              | 3                               | 0.1                             | 0                               | 0                               | 0                               | 0                               | 1                               | 7                               | 13                              | 64                              |
| Độ ẩm tương đối trung bình (%)          | 85                              | 83                              | 78                              | 72                              | 71                              | 74                              | 75                              | 77                              | 81                              | 83                              | 86                              | 87                              | 79                              |
| Số giờ nắng trung bình tháng            | 35                              | 61                              | 120                             | 171                             | 253                             | 264                             | 257                             | 228                             | 158                             | 96                              | 38                              | 26                              | 1.707                           |
| Nguồn 1: Pogoda.ru.net                  |                                 |                                 |                                 |                                 |                                 |                                 |                                 |                                 |                                 |                                 |                                 |                                 |                                 |
| Nguồn 2: NOAA (sun 1961–1990)           |                                 |                                 |                                 |                                 |                                 |                                 |                                 |                                 |                                 |                                 |                                 |                                 |                                 |

## Nhân khẩu học
Dân gốc Đức chạy trốn hoặc bị trục xuất vào cuối Thế chiến II khi lãnh thổ bị Liên Xô sáp nhập. Vào tháng 10 năm 1945, chỉ có khoảng 5.000 thường dân Liên Xô sống trên lãnh thổ này. Từ tháng 10 năm 1947 đến tháng 10 năm 1948, khoảng 100.000 người Đức đã bị buộc phải di chuyển đến Đức. Đến năm 1948, khoảng 400.000 thường dân Liên Xô đã đến Oblast.

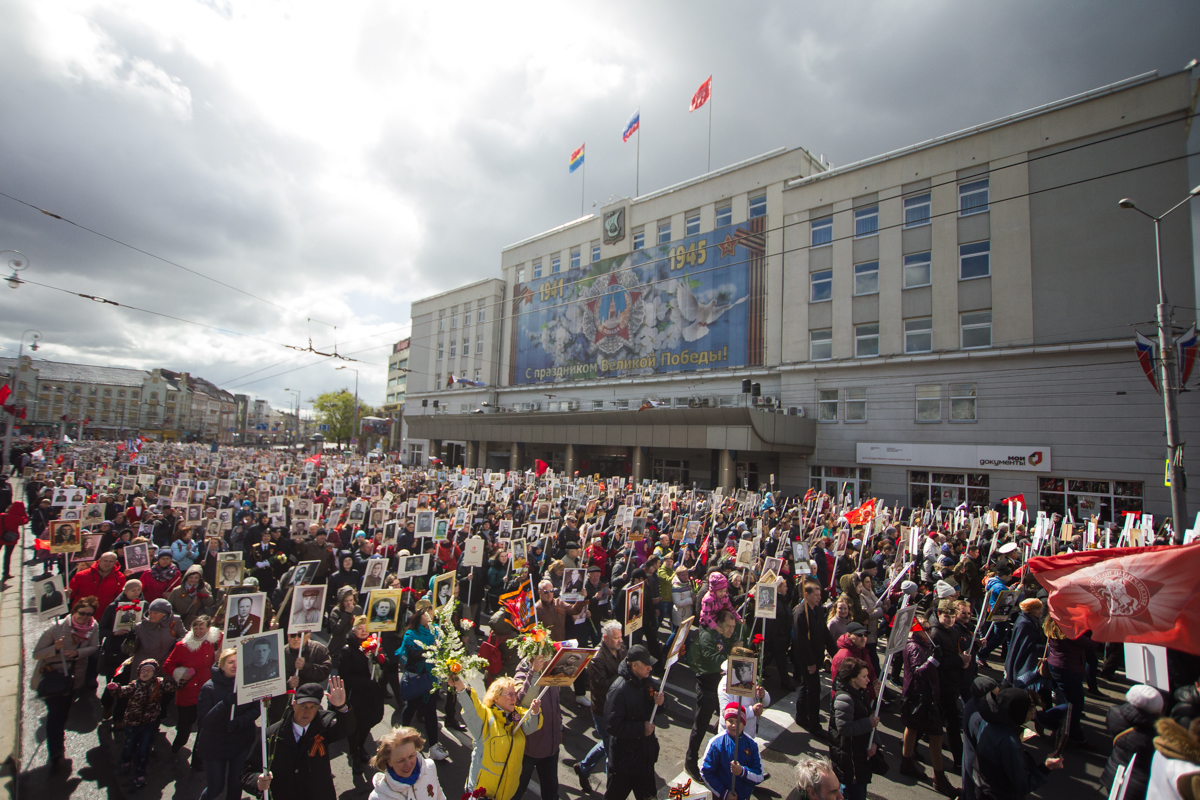
Cư dân ở Kaliningrad tại "Immortal Regiment", mang theo chân dung của những người lính đã chiến đấu trong Thế chiến II

Lời chúc phúc của những chiếc giỏ Phục sinh ở Kaliningrad

Ngày nay, phần lớn cư dân của Kaliningrad là người Nga đến định cư sau năm 1945. Một bộ phận dân số đến từ các nhóm dân tộc Slavic khác nhau , bao gồm cả người Belarus và Ukraine . Hiện nay, Kaliningrad  cũng là nơi sinh sống của các cộng đồng nhỏ Người Tatar, Người Đức, Người Armenia, Người Ba Lan và Người Litva .
Bảng thành phần các dân tộc, theo điều tra dân số Nga năm 2010 :
| Dân tộc          | Tổng dân số | % dân số |
| ---------------- | ----------- | -------- |
| Người nga        | 351.186     | 87.4 %   |
| Người Ukraina    | 16.053      | 4.0 %    |
| Người Belarus    | 15.077      | 3.7 %    |
| Người Armenia    | 3.062       | 0,8 %    |
| Người Tatar      | 2.075       | 0,5 %    |
| Người Litva      | 1.789       | 0,4 %    |
| Người Đức        | 1.676       | 0,4 %    |
| Người Ba Lan     | 1.114       | 0,3 %    |
| Các sắc tộc khác | 10.041      | 2,5 %    |
| Tất cả           | 401.649     | 100.0 %  |

## Cảnh quan thành phố
Kiến trúc

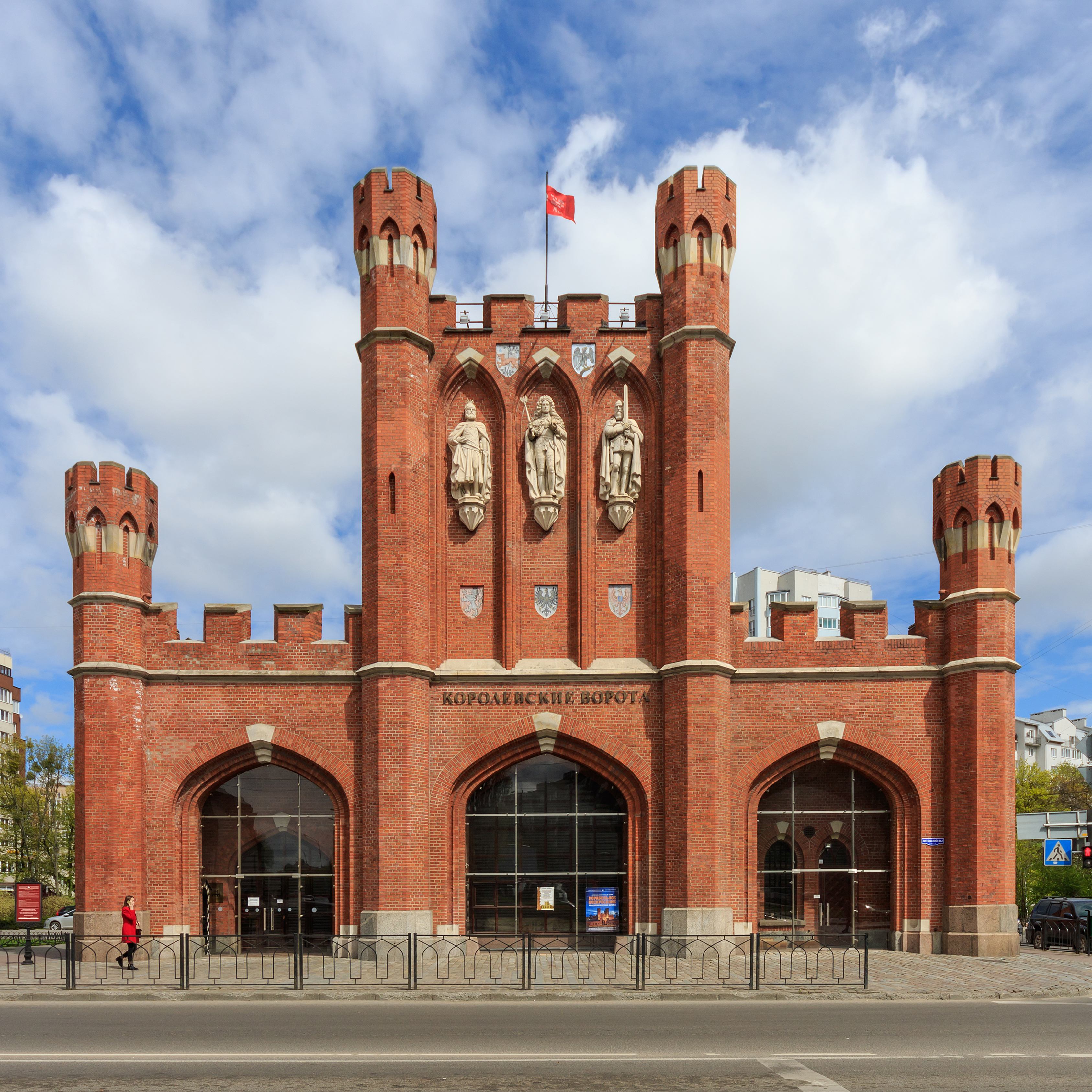
Cổng nhà vua

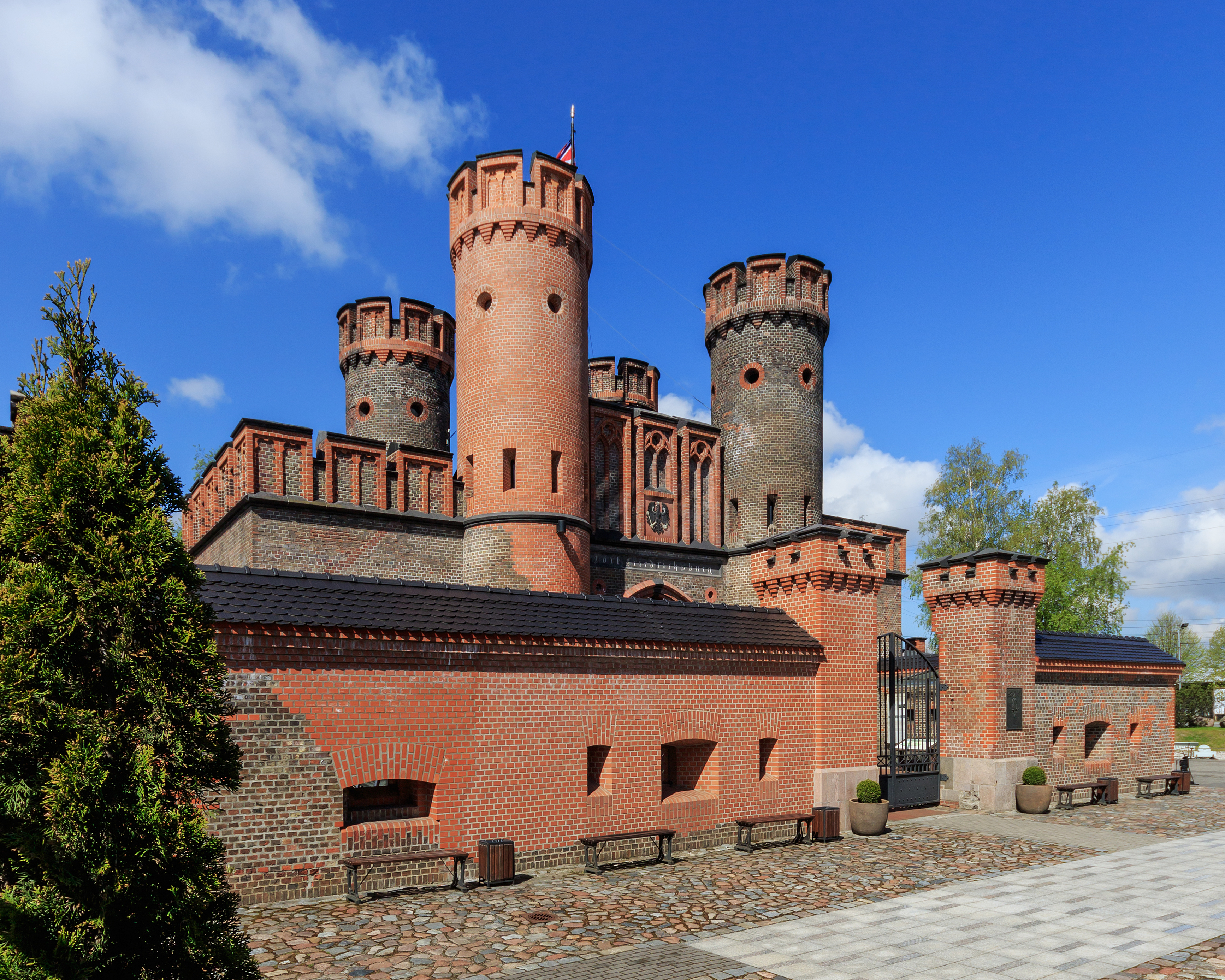
Cổng Friedrichsburg

Trung tâm thành phố trước chiến tranh (Altstadt và Kneiphof) hiện bao gồm các công viên, đại lộ, quảng trường trên địa điểm của Lâu đài Königsberg trước đây, và hai tòa nhà: Nhà của Liên Xô ("Dom Sovyetov"), gần như trên địa điểm của lâu đài cũ và Nhà thờ Königsberg đã được khôi phục trên đảo Kneiphof (nay là "đảo Kant"). Mộ của Immanuel Kant nằm cạnh nhà thờ. Nhiều tòa nhà từ thời Đức ở trung tâm thành phố lịch sử đã được bảo tồn và thậm chí được xây dựng lại, bao gồm cả việc xây dựng lại Giáo đường Do Thái Königsberg. Trung tâm thành phố mới tập trung xung quanh Quảng trường Chiến thắng. Nhà thờ Chúa Kitô Đấng Cứu Thế, được thánh hiến vào năm 2005, nằm trên quảng trường đó.
Công trình lâu đời nhất ở Kaliningrad là Nhà thờ Juditten (được xây dựng trước năm 1288). Cũng đáng xem là Sở giao dịch chứng khoán trước đây, các nhà thờ còn sót lại và các cổng thành còn lại: Cổng Sackheim, Cổng Vua, Cổng Ross Nghĩa, Cổng Tấn công (tiếng Đức: Ausfallstor , hoặc Cảng Sally), Cổng đường sắt (Eisenbahntor), Cổng Brandenburg và Cổng Friedland (Friedländer Tor (Kaliningrad)). Ngoài Tháp Dohna đã được đề cập, nơi có Bảo tàng Hổ phách, Tháp Wrangel cũng vẫn là một lời nhắc nhở về những bức tường thành Königsberg trước đây. Chỉ còn lại cổng của Pháo đài Friedrichsburg trước đây.

### Di tích
Các di tích đáng chú ý bao gồm bức tượng của Immanuel Kant ở phía trước Đại học bang Immanuel Kant của Nga . Bức tượng được thực hiện bởi nhà điêu khắc nổi tiếng Christian Daniel Rauch và được khánh thành vào năm 1864. Bức tượng đã bị phá hủy vào năm 1945, nhưng đã được làm lại vào năm 1992 theo sáng kiến của Marion Dönhoff, một người Đông Phổ bản địa đã trở nên nổi bật ở phương Tây. Ngoài ra là tượng đài Cosmonaut, nơi tôn vinh các phi hành gia Kaliningrad Alexey Leonov, Yuri Romanenko và Aleksandr Viktorenko. Các bức tượng và tượng đài khác bao gồm tượng cho Công tước Albert, tượng cho Friedrich Schiller, tượng cho Sa hoàng Pyotr Đại đế, Vladimir Vysotsky, tượng đài "Mẹ Nga", và Tượng đài cho 1200 Vệ binh, tưởng nhớ Trận chiến Königsberg .

### Công viên
Kaliningrad là một thành phố "xanh"  với nhiều công viên và khu vực có nhiều cây xanh và bãi cỏ. Các công viên bao gồm từ quảng trường thành phố nhỏ đến công viên lớn.
Công viên Giải trí The Youth là một trong những công viên nổi tiếng nhất trong thành phố.  Công viên được thành lập vào những năm 1920-1930 theo phong cách Anh. Nó mở cửa trở lại sau chiến tranh và được công dân yêu thích trong những năm 1980-1990 với nhà thuyền và sân tennis cũng như trò chơi đu quay. Công viên đã được xây dựng lại lớn hơn vào năm 2004 với một quán cà phê, thảm và nhiều hoạt động giải trí hiện đại khác nhau. Nó nằm trong một khu vực yên tĩnh của thành phố, khu vực Leningradsky, và được kết nối với Lower Pond. Công viên Giải trí The Youth cung cấp dịch vụ giải trí cho mọi lứa tuổi. Ngoài ra còn có Trung tâm Phát triển Truyền thông giữa các cá nhân nằm trong công viên.
Vườn thú Kaliningrad được mở cửa với tên gọi Vườn thú Königsberg vào năm 1896. Bộ sưu tập, mở rộng trên 16,5 ha, bao gồm 315 loài với tổng số 2.264 cá thể động vật (Tính đến  năm 2005). Vườn thú Kaliningrad cũng là một vườn ươm.

### Hồ
Lower Pond nằm ở trung tâm thành phố, là một hồ nhân tạo. Lower Pond được bao quanh bởi một lối đi dạo và là một khu vực để giải trí, đặc biệt là vào mùa hè. Phía bắc của Lower Pond là Upper Pond lớn hơn ở phía bắc Kaliningrad.

### Cầu
Bài báo năm 1736 của Leonhard Euler về câu đố Bảy cây cầu của Königsberg là một công trình quan trọng trong lĩnh vực lý thuyết đồ thị và cấu trúc liên kết . Chỉ có hai trong số các cấu trúc từ thời đại của ông còn tồn tại.

### Sân vận động
Vào năm 2018, một sân vận động mới, Kaliningrad Arena, được xây dựng trên đảo Oktyabrsky, gần bờ kè của sông Staraya Pregolya. Sân vận động có sức chứa 35.000 chỗ ngồi.

### Bảo tàng Kaliningrad

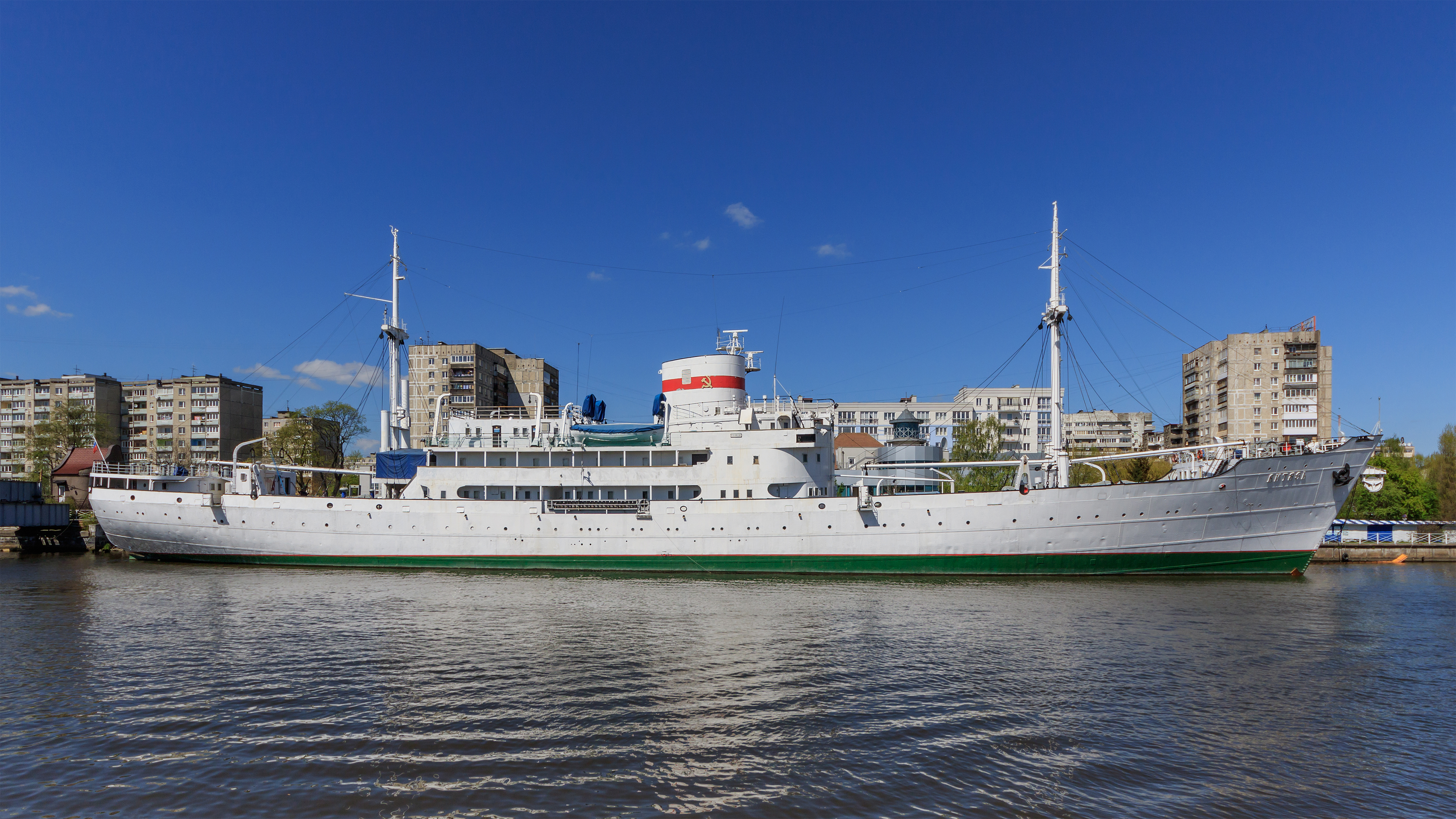
Tàu bảo tàng "Vityaz" từ bộ sưu tập của Bảo tàng Đại dương Thế giới

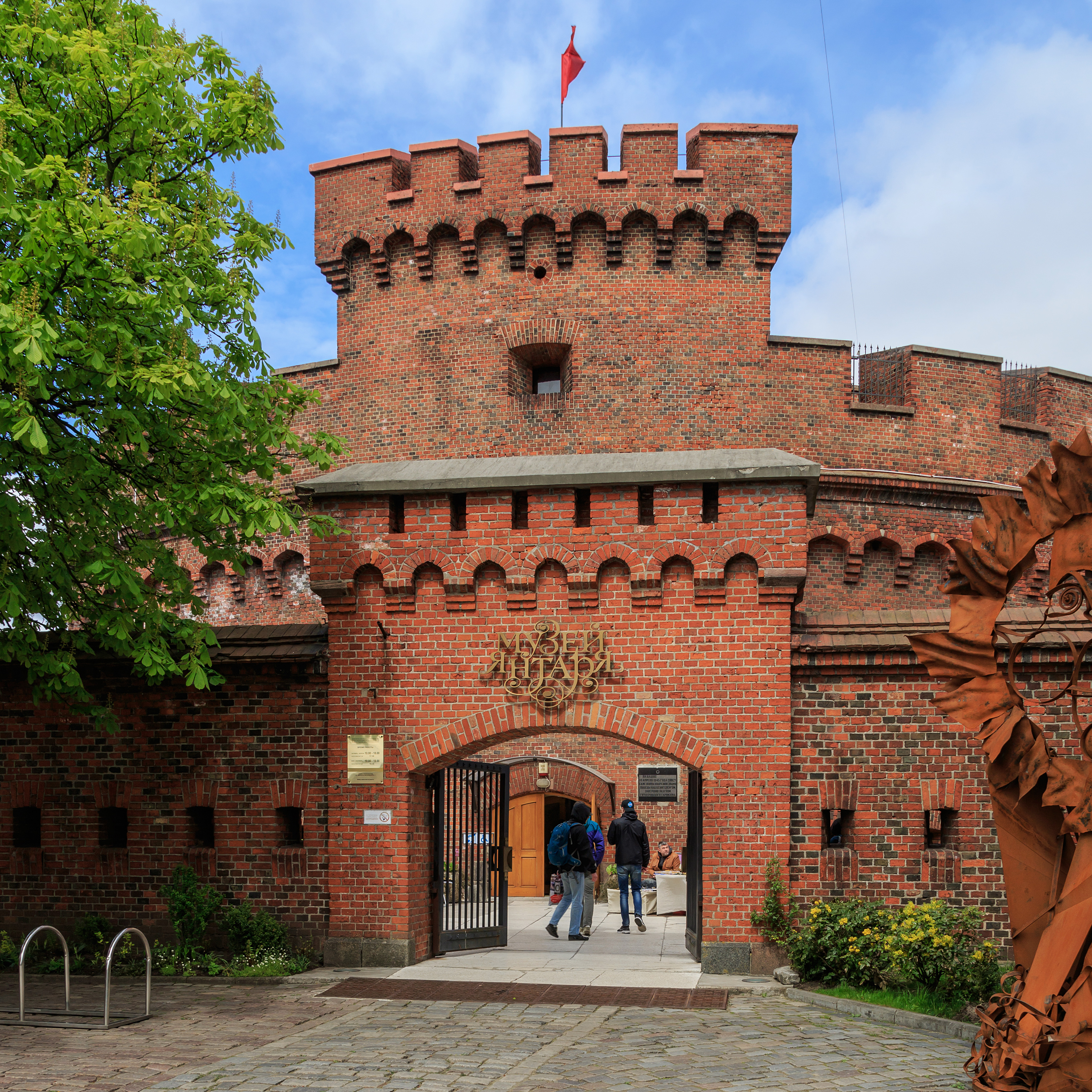
Bảo tàng hổ phách khu vực Kaliningard

Có rất nhiều viện bảo tàng và một số lượng lớn các chi nhánh ở Kaliningrad.
- Bảo tàng Đại dương Thế giới
- Bảo tàng nghệ thuật và lịch sử khu vực Kaliningrad
- Bảo tàng hổ phách khu vực Kaliningrad
- Phòng trưng bày nghệ thuật bang Kaliningrad
- Bảo tàng Cổng Friedland

Bảo tàng Lịch sử và Nghệ thuật Khu vực Kaliningrad là bảo tàng lâu đời nhất ở Kaliningrad, được thành lập vào năm 1946. Ngoài tòa nhà chính, bảo tàng có bốn chi nhánh ở Kaliningrad (bao gồm "Blindage" và "Fort số 5") và hai chi nhánh ở khu vực.
Năm 1979, Bảo tàng Hổ phách Khu vực Kaliningrad được mở trong tòa nhà của tháp phòng thủ trước đây "Don". Ban đầu, nó là một chi nhánh của Bảo tàng Lịch sử và Nghệ thuật, từ năm 2004 nó là một bảo tàng độc lập.
Phòng trưng bày Nghệ thuật Nhà nước Kaliningrad, mở cửa vào ngày 24 tháng 11 năm 1988, là một trong những bảo tàng trẻ nhất và phát triển nhanh nhất ở Nga, được biết đến cả ở Nga và nước ngoài. Có tới 40 cuộc triển lãm nghệ thuật trong và ngoài nước được tổ chức hàng năm tại 8 phòng triển lãm với tổng diện tích trưng bày hơn 3 nghìn mét vuông.
Vào đầu thế kỷ 21, Bảo tàng Đại dương Thế giới, vốn là duy nhất của Nga vào thời điểm đó, dần dần được thành lập, nơi có các cuộc triển lãm thú vị và sáu tàu bảo tàng:
- Bảo tàng tàu nghiên cứu "Vityaz"
- Tàu ngầm B-413
- Tàu liên lạc vũ trụ "Cosmonaut Viktor Patsaev"
- Bảo tàng thuyền đánh cá "SRT-129"
- Ngọn hải đăng nổi "Irbensky"
- Tàu phá băng "Krassin" - neo đậu ở St.Petersburg.

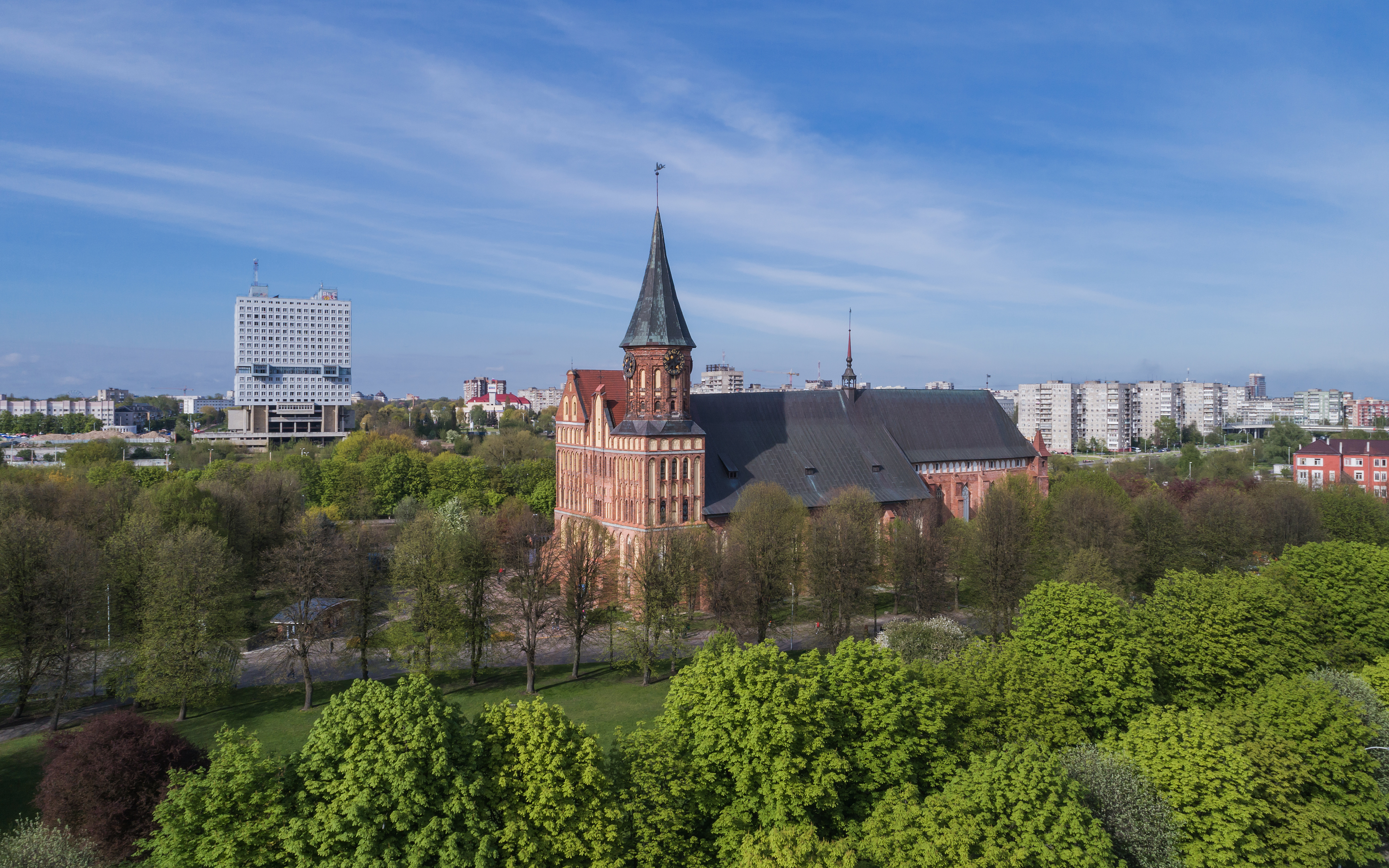
Nhà thờ Königsberg trên đảo Kneiphof

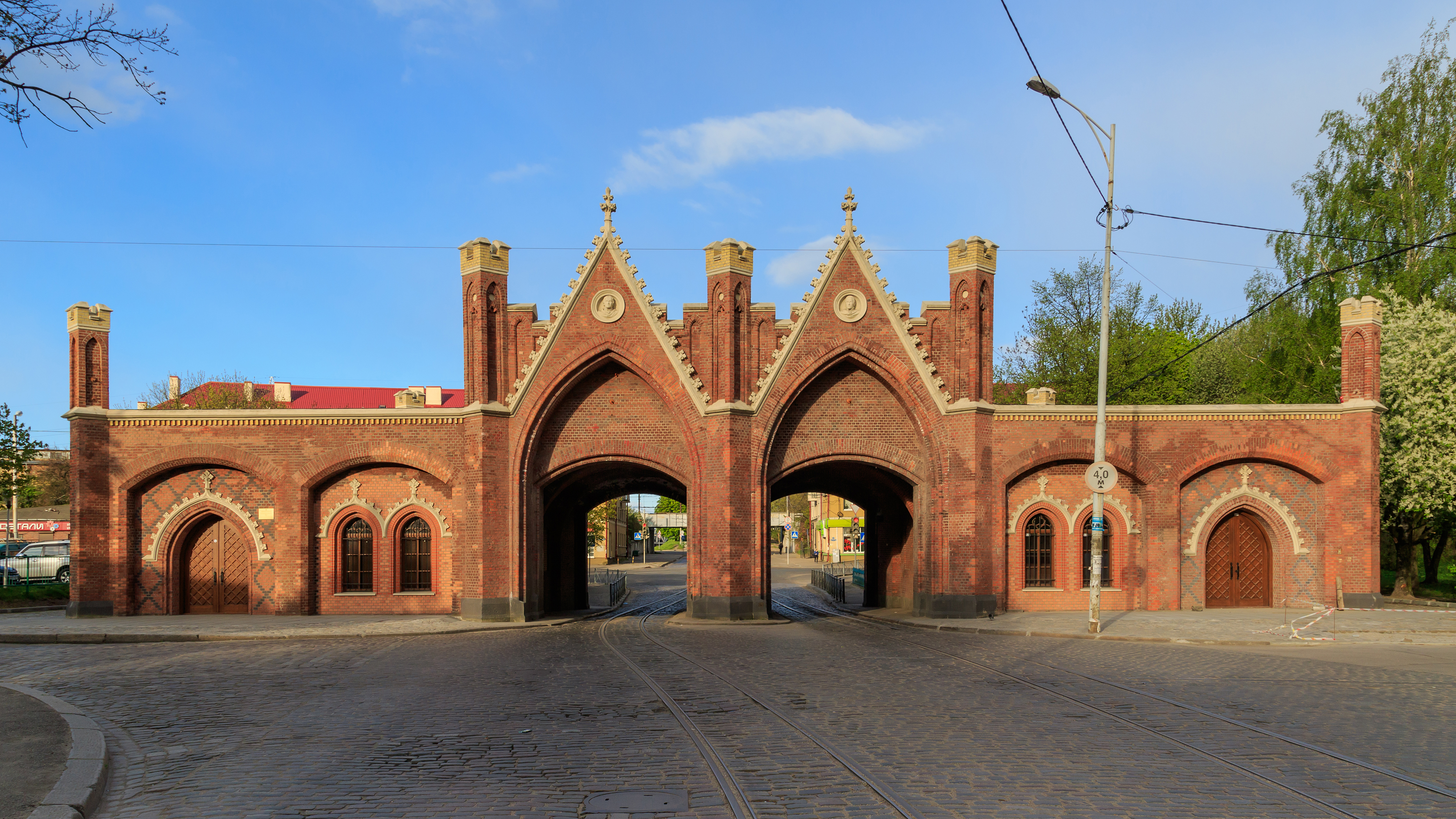
Cổng Brandenburg

Các nhánh của bảo tàng là Cổng nhà vua và cổng Pháo đài Friedrichsburg được bảo tồn.
Năm 2009, Bảo tàng ETA Hoffmann, một nhà văn nổi tiếng sinh ra ở thành phố này, được thành lập. Bảo tàng nằm trong tòa nhà của rạp chiếu phim trước đây là "Leningrad", hiện nay tòa nhà này là trường dạy âm nhạc của vùng được đặt theo tên của Hoffman.
Vào ngày 5 tháng 6 năm 2016, tại tầng đầu tiên của trung tâm mua sắm Mega-Market, Bảo tàng Khoa học Giải trí Einstein đã được khai trương, nơi trưng bày bao gồm các triển lãm tương tác minh họa rõ ràng các lĩnh vực khoa học và chứng minh sự biểu hiện của các quy luật của chúng.
Các bảo tàng của Kaliningrad đã được khoảng 920 nghìn người đến thăm vào năm 2013. Và về số người tham dự bảo tàng, vùng Kaliningrad đứng thứ bảy trong số các vùng của Nga.

### Rạp hát và phòng hòa nhạc
- Nhà hát kịch khu vực Kaliningrad

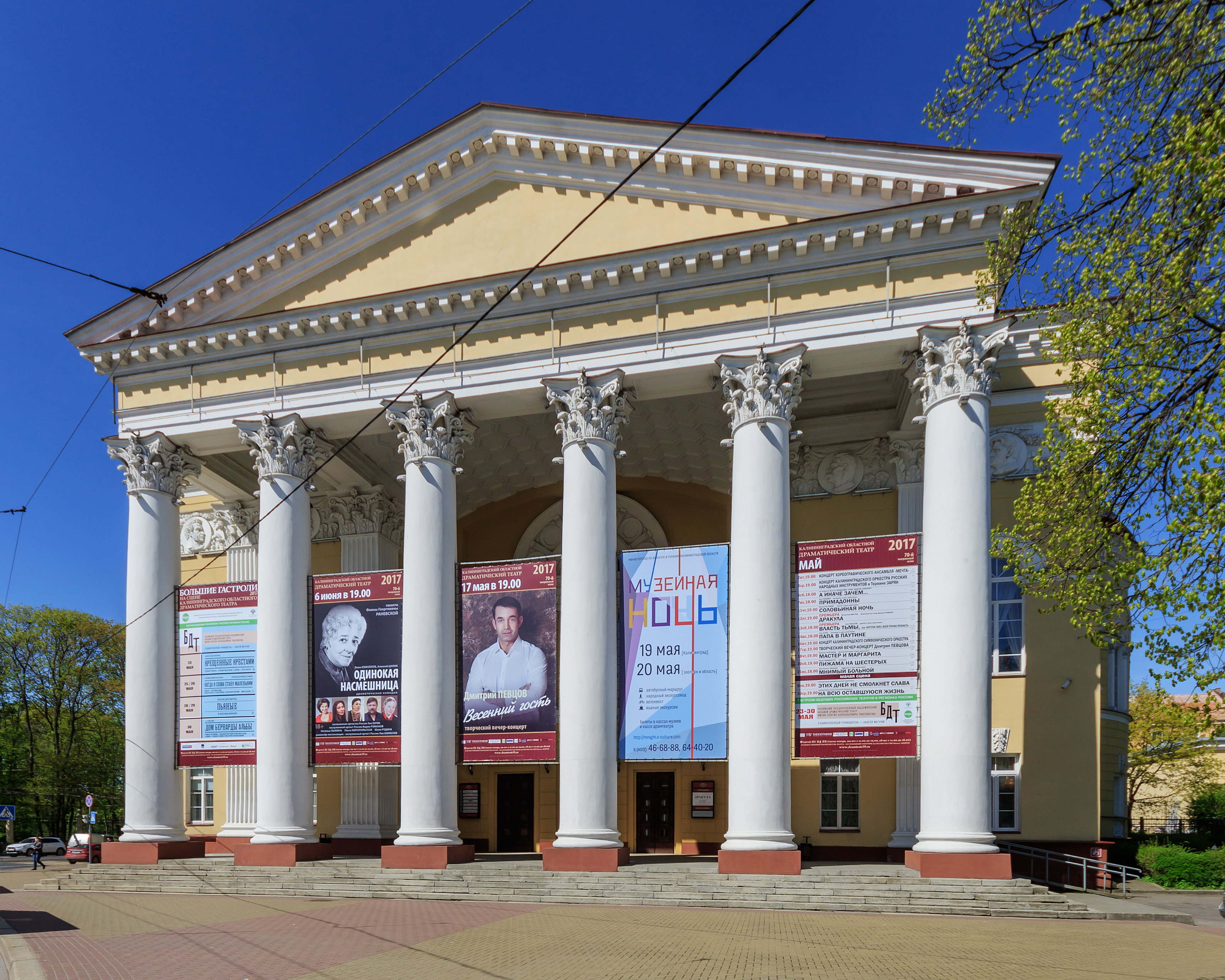
Nhà hát kịch khu vực Kaliningrad

- Nhà hát nhạc kịch khu vực Kaliningrad
- Nhà hát múa rối khu vực Kaliningrad
- Phòng tổ chức organ của Ban nhạc giao hưởng khu vực Kaliningrad nằm trong tòa nhà lịch sử của Nhà thờ Thánh gia Công giáo trước đây.
- The Variety Theater, nằm trong House of Arts.

Các lễ hội âm nhạc hàng năm với nhiều phong cách và xu hướng khác nhau được tổ chức trong suốt cả năm. Dưới sự bảo trợ của Hiệp hội giao hưởng nhạc khu vực Kaliningrad, các lễ hội và cuộc thi quốc tế về nhạc cổ điển, jazz, organ (dành riêng cho Johann Sebastian Bach và Mikael Tariverdiev) được tổ chức. Kể từ năm 2006, Liên hoan nhạc Jazz quốc tế Don Cento Jazz đã được tổ chức vào mùa hè. Thành phố cũng tổ chức hai lễ hội nhạc rock lớn: chương trình biểu diễn xe đạp Night Wolves (tháng 7) và Kaliningrad In Rock (tháng 8). Lễ hội nghệ thuật Baltic Seasons được tổ chức hàng năm.

### Thư viện

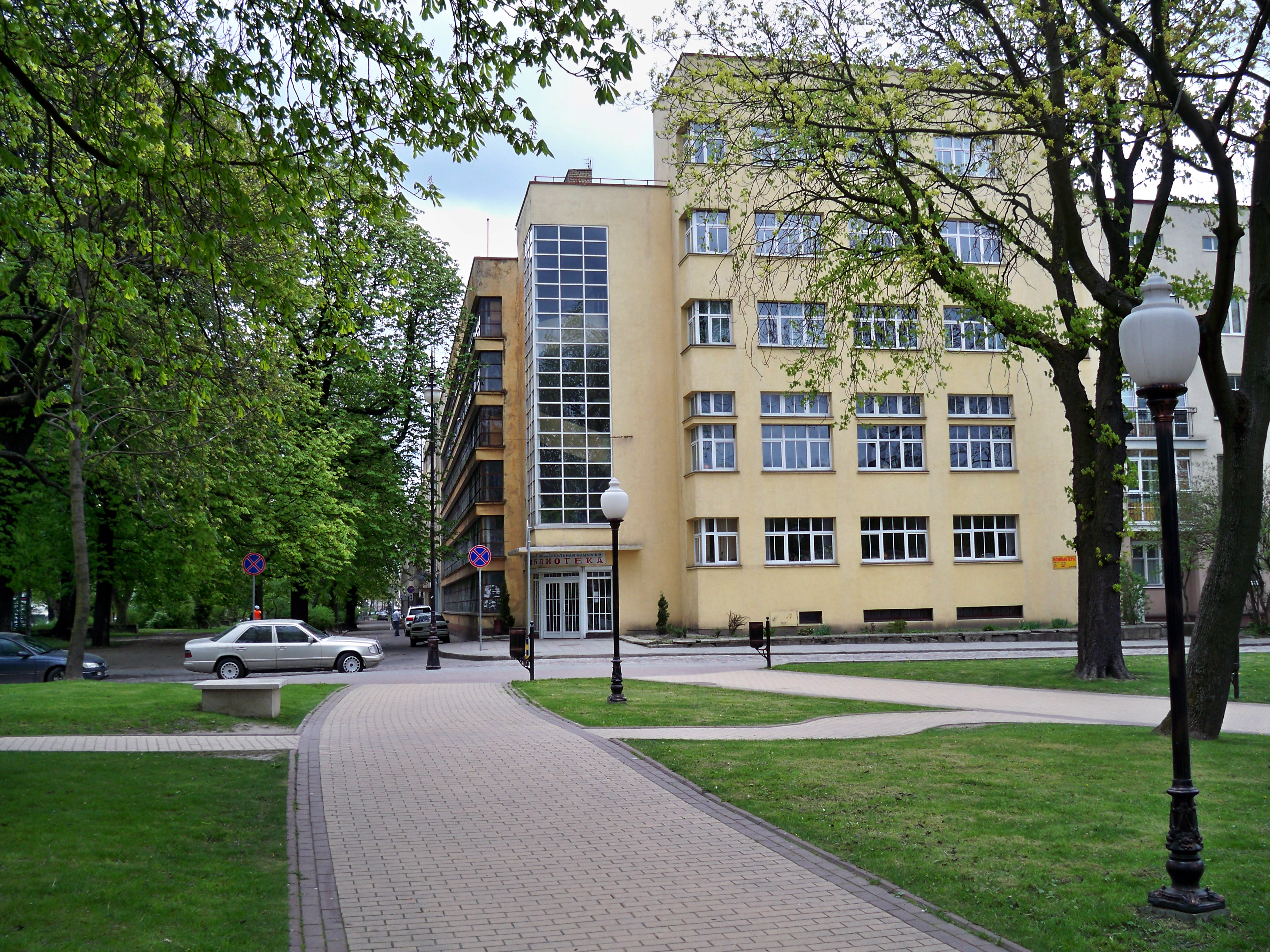
Thư viện Khoa học Khu vực Kaliningrad

- Thư viện Khoa học Khu vực Kaliningrad
- Thư viện Trung tâm Thành phố. AP Chekhov
- Thư viện Thanh niên Khu vực Kaliningrad. V. Mayakovsky
- Thư viện trẻ em khu vực Kaliningrad. AP Gaidar
- Thư viện chuyên biệt khu vực Kaliningrad dành cho người mù

Ngoài ra, có 20 thư viện thành phố trực thuộc trung ương trong thành phố. Tính đến năm 2015, hơn 100 nghìn cư dân của Kaliningrad thường xuyên đến thăm các thư viện của thành phố.

### Âm nhạc
Thành phố Kaliningrad hiện đại là nơi có Dàn nhạc Giao hưởng và Giao hưởng Khu vực Kaliningrad, dàn hợp xướng thính phòng nam Lik và dàn nhạc Garmonika Nga, cũng như Dàn nhạc Thính phòng Kaliningrad .

### Ẩm thực

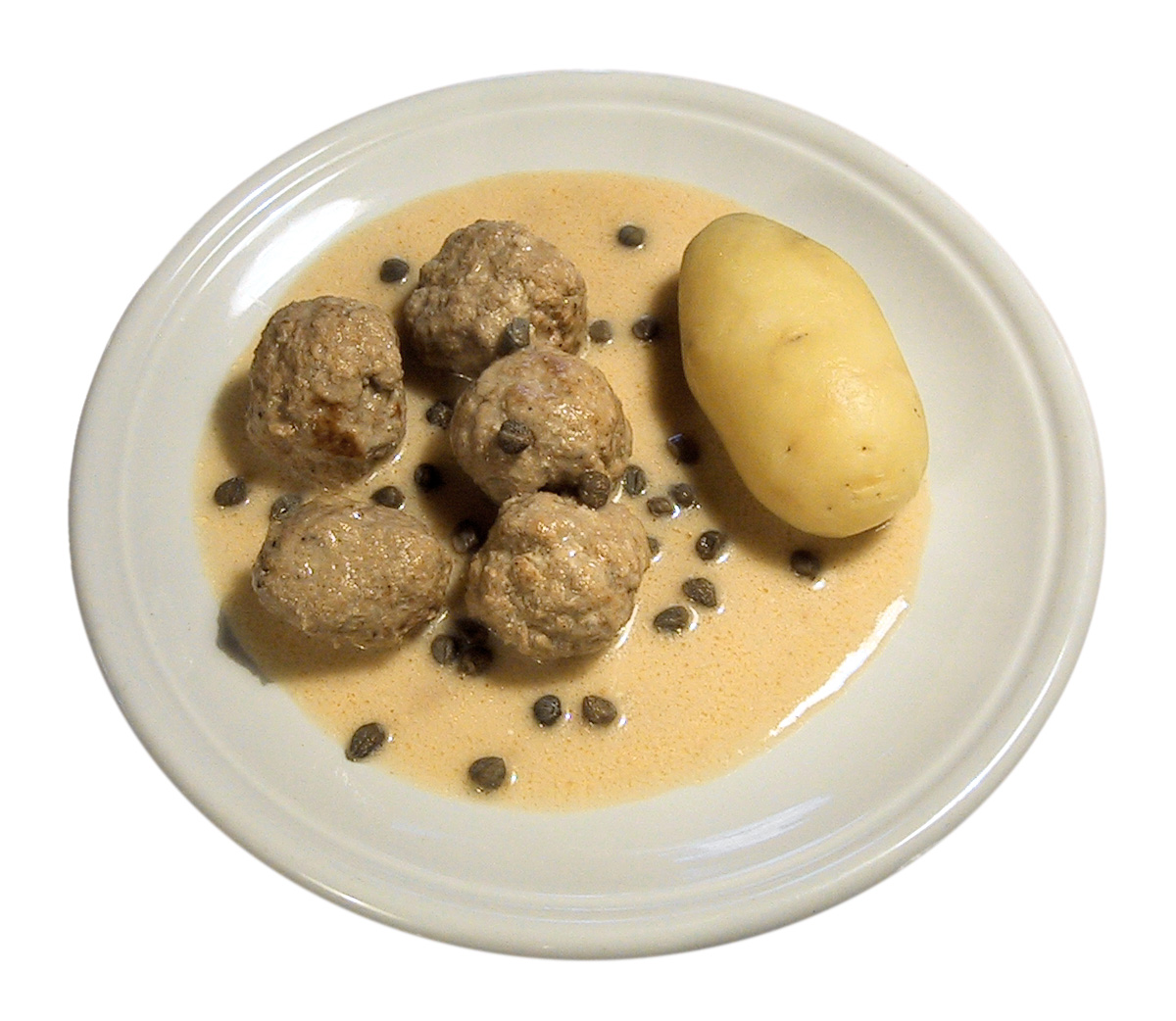
Königsberger Klopse là đặc sản của người Phổ gồm thịt viên sốt trắng với nụ bạch hoa, có thể tìm thấy ở nhiều nhà hàng ở Kaliningrad.

Kaliningrad có các nhãn hiệu rượu vodka và bia của riêng mình, lần lượt là Stari Königsberg và Ostmark. Từ đầu những năm 1990, nhiều nhà hàng mới đã được mở trong thành phố. Các nhà hàng này cung cấp các món ăn đặc sản của Đông Phổ trước đây, như Königsberger Klopse, cũng như các món cá và salad, pizza và sushi. Königsberger Fleck, một món súp ba chỉ bò và một đặc sản ẩm thực khác của Königsberg trước đây, không còn thuộc về văn hóa ẩm thực của Kaliningrad.
Người dân Kaliningrad thường du nhập truyền thống ẩm thực của họ vào khu vực khi họ định cư ở khu vực này sau năm 1945. Borscht và okroshka có thể được phục vụ như ở phần còn lại của Nga. Nhiều nhà hàng Ý và châu Á (hoặc kết hợp của cả hai truyền thống) đang hoạt động trên khắp thành phố. Pizza và sushi là một trong những món ăn phổ biến nhất hiện nay. Thức ăn nhanh có sẵn rộng rãi từ nhiều chuỗi khác nhau, bao gồm cả những cửa hàng có nguồn gốc nước ngoài. Shawarma cũng đang có được sự nổi bật đáng kể.

## Các môn thể thao

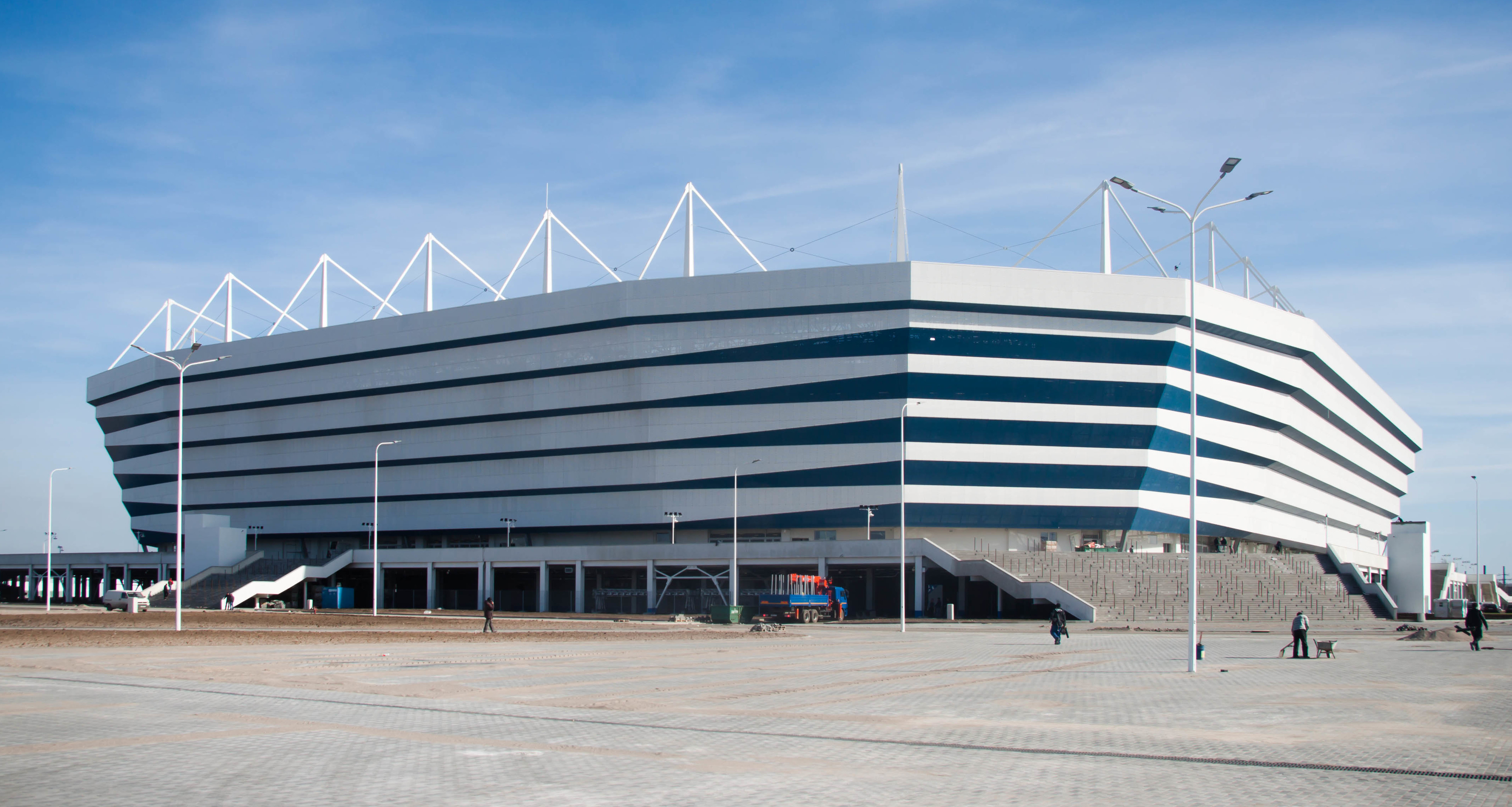
Sân vận động Kaliningrad đã tổ chức các trận đấu của FIFA World Cup 2018

Câu lạc bộ bóng đá Nga FC Baltika Kaliningrad có trụ sở tại Kaliningrad và chơi ở Giải bóng đá quốc gia Nga . Sân vận động chủ nhà là Sân vận động Kaliningrad, được xây dựng cho FIFA World Cup 2018 .
Trong thời gian từ 2006 đến 2013, câu lạc bộ bóng chuyền nam Dynamo-Yantar đã thi đấu tại Giải vô địch bóng chuyền nam Nga. Họ đã chơi các trận đấu trên sân nhà tại Cung thể thao Yantarny, nơi có sức chứa hơn 7000 khán giả. Từ năm 2010, Yantarny đã thường xuyên tổ chức các trận đấu của đội tuyển bóng chuyền nam quốc gia Nga trong Giải bóng chuyền thế giới FIVB và Giải bóng chuyền thế giới FIVB .
Trong quá khứ, thành phố cũng có đại diện của các câu lạc bộ bóng đá của West, Baltika-2 và FC Baltika-Tarko Kaliningrad, cũng như câu lạc bộ bóng bầu dục West Zvezda (vô địch Cúp bóng đá Nga 1994, người đoạt giải Người Nga năm 1994 và 1995 chức vô địch). Câu lạc bộ bóng đá Volna Kaliningrad đã tham dự giải hạng ba của giải vô địch Litva 2000, LF II Lyga, và giành chiến thắng ở khu vực phía Tây (22 trận: 20 thắng, 2 hòa, hiệu số bàn thắng bại 101-9).
Kể từ tháng 11 năm 2013, thành phố đã có một đội tuyển bóng đá Mỹ mang tên Amber Hawks. Năm 2015, Diều hâu hổ phách lọt vào bán kết giải Ba Lan 8x8. Năm 2016, Amber Hawks đã giành huy chương bạc của Giải bóng đá danh giá miền Đông của Mỹ (VLAF).
Vào tháng 6 năm 2014, Liên đoàn khúc côn cầu khu vực Kaliningrad (KRHL) được thành lập. Giải đấu là giải vô địch chính thức của khu vực Kaliningrad của môn khúc côn cầu.
Vào ngày 9 tháng 4 năm 2018, khi ở Kaliningrad trong một cuộc họp báo, với sự tham gia của Thống đốc Anton Alikhanov, Thứ trưởng Bộ Thể thao Kaliningrad Oblast Natalia Ishchenko, Chủ tịch Liên đoàn Bóng chuyền toàn Nga Stanislav Shevchenko, và người quản lý của VC Lokomotiv Novosibirsk Roman Stanislavov tuyên bố thành lập một đội bóng chuyền nữ, "Vùng Lokomotiv Kaliningrad". Kết thúc mùa giải 2018–2019, câu lạc bộ giành vị trí thứ hai tại Giải vô địch Nga, kém đội dẫn đầu là WVC Dynamo Moscow một điểm .

## Trung tâm  hành chính và thành phố
Kaliningrad là trung tâm hành chính của tỉnh . Trong khuôn khổ của các đơn vị hành chính, nó được hợp nhất là thành phố có ý nghĩa quan trọng nhất của Kaliningrad - một đơn vị hành chính với vị thế ngang bằng với các quận . Là một đơn vị trực thuộc trung ương, thành phố có ý nghĩa quan trọng nhất Kaliningrad được hợp nhất thành Kaliningrad Urban Okrug .

### Các quận thành phố
Tính đến  năm 2014, thành phố được chia thành ba quận hành chính:
Hai đặc khu hành chính được bãi bỏ vào tháng 6 năm 2009:
| Huyện thành phố | Tên nga     | Cư dân Điều tra dân số năm 2002 | Ghi chú                                |
| --------------- | ----------- | ------------------------------- | -------------------------------------- |
| Baltiysky       | Балтийский  | 68.664                          | Được đặt tên theo biển Baltic          |
| Oktyabrsky      | Октябрьский | 43.252                          | Được đặt tên theo Cách mạng Tháng Mười |

## Cơ quan chức năng

### Chính quyền địa phương

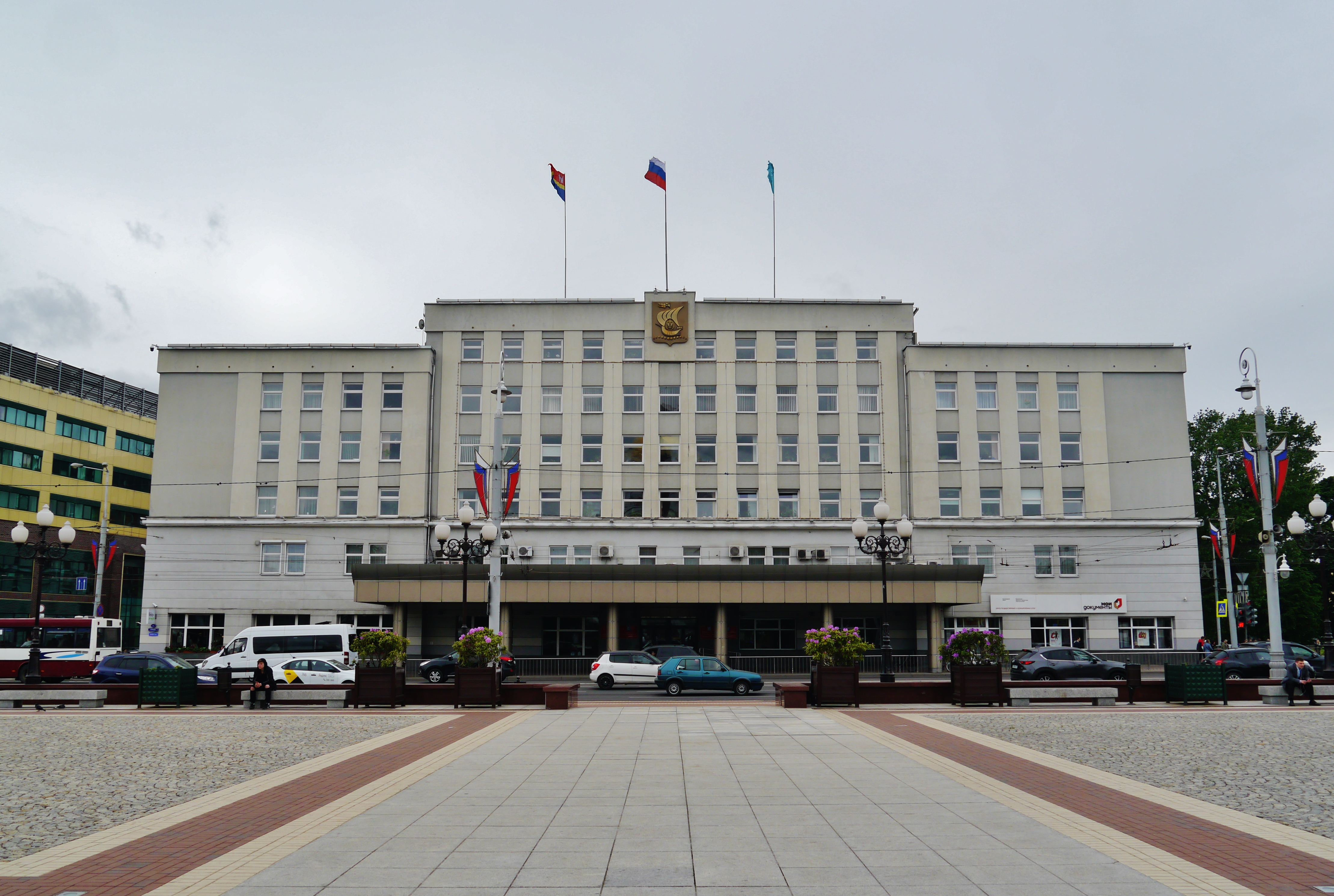
Tòa thị chính Kaliningrad ở Quảng trường Chiến thắng

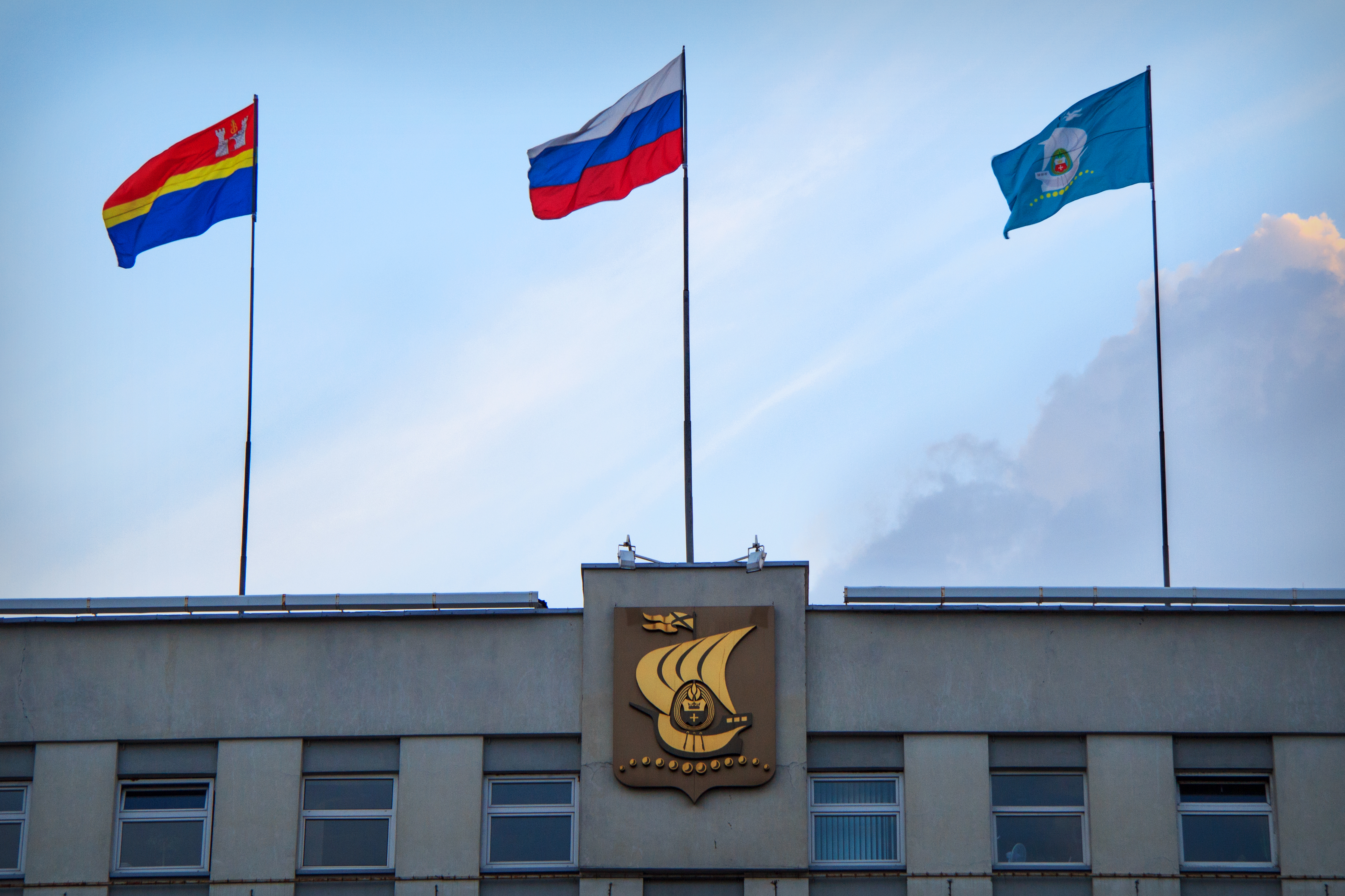
Cờ của Nga (giữa), Kaliningrad Oblast (trái) và Kaliningrad (phải), trên Tòa thị chính

Chính quyền địa phương tự quản trong thành phố được thực hiện trên cơ sở Hiến chương, đã được Hội đồng đại biểu thành phố Kaliningrad thông qua vào ngày 12 tháng 7 năm 2007.
Các cơ quan và quan chức của chính quyền địa phương trong thành phố (chính thức - ở quận thành phố) Kaliningrad là:
- Hội đồng đại biểu (cơ quan đại diện của một thành phố trực thuộc trung ương)
- Trưởng phòng (giám đốc điều hành)
- Hành chính (cơ quan điều hành và hành chính của đô thị)
- Phòng Kiểm soát và Tài khoản

Hội đồng đại biểu thành phố bao gồm 28 đại biểu do người dân thành phố bầu ra trong các cuộc bầu cử thành phố theo hệ thống phân bổ ủy nhiệm hỗn hợp trong thời hạn 5 năm. Chủ tịch Hội đồng được bầu bởi các đại biểu trong số các thành viên của Hội đồng. Lần triệu tập thứ 6 hiện tại đã được bầu vào ngày 18 tháng 9 năm 2016. Chủ tịch Hội đồng là Andrey Kropotkin đến từ nước Nga Thống nhất .
Người đứng đầu thành phố đứng đầu quản lý hành chính của quận, huyện thành phố. Được bầu bởi Hội đồng Đại biểu Thành phố trong số các ứng cử viên do Ủy ban Cạnh tranh giới thiệu dựa trên kết quả của cuộc thi, cho nhiệm kỳ của chức vụ Hội đồng Đại biểu Thành phố. Kể từ tháng 4 năm 2018, người đứng đầu thành phố là Alexey Silanov.
Chính quyền Kaliningrad và Hội đồng Đại biểu được đặt tại tòa nhà của văn phòng thị trưởng tại Quảng trường Chiến thắng .
Từ năm 1996 đến năm 2007, Hiến chương của Thành phố Kaliningrad ngày 25 tháng 9 năm 1996 có hiệu lực tại Kaliningrad, theo đó các cơ quan tự quản địa phương là:
- Người đứng đầu thành phố (thị trưởng) - quan chức cao nhất của thành phố;
- Tòa thị chính (cơ quan hành pháp và quản lý);
- Đại biểu HĐND thành phố (cơ quan đại diện).

Năm 2007, do cải cách chính quyền địa phương, chức năng của các cơ quan tự quản địa phương được thay đổi, và một vị trí mới được giới thiệu - người đứng đầu chính quyền.
Trong năm 2008–2012, cơ quan chính quyền địa phương, thực hiện chức năng điều hành và hành chính, là chính quyền quận thành phố, do người đứng đầu chính quyền (quản lý thành phố) đứng đầu. Người đứng đầu chính quyền được bổ nhiệm vào chức vụ theo quyết định của Hội đồng Đại biểu Quận sau một cuộc thi. Vào ngày 14 tháng 5 năm 2008, Felix Lapin được bổ nhiệm vào vị trí này trong thời hạn 2 năm. Vào ngày 15 tháng 6 năm 2011, các đại biểu của Hội đồng quận Kaliningrad đã phê chuẩn Svetlana Mukhomor làm người đứng đầu chính quyền thành phố (hiện bà là phó trưởng ban hành chính thành phố thứ nhất).
Vào tháng 11 năm 2016, Duma khu vực Kaliningrad đã thông qua luật bãi bỏ bầu cử trực tiếp cho thị trưởng Kaliningrad. Các cuộc bầu cử đã được thay thế bằng thủ tục lựa chọn các ứng cử viên bởi một ủy ban cạnh tranh mà từ đó Hội đồng Đại biểu thành phố chọn một người bằng cách bỏ phiếu kín. Năm 2018, trong số mười người nộp hồ sơ tham gia cuộc thi, chỉ có ba người được nhận vào cuộc thi.

### Chính quyền khu vực

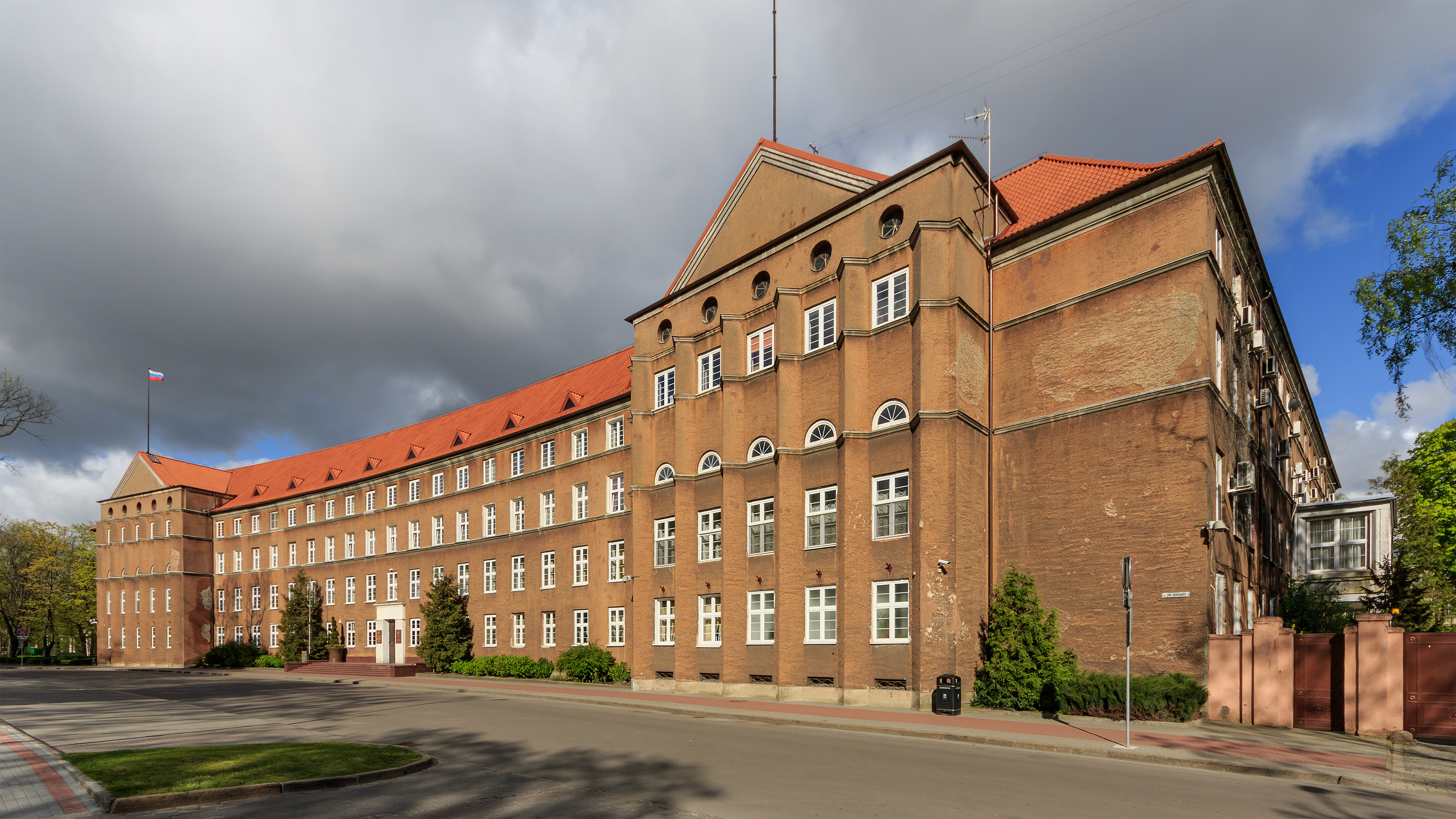
Tòa nhà của Chính phủ và Hành chính của Thống đốc Kaliningrad Oblast

Tất cả các cơ quan lập pháp, hành pháp và tư pháp của tỉnh Kaliningrad  đều được đặt tại Kaliningrad. Chính phủ của Kaliningrad Oblast và Cơ quan hành chính của Thống đốc nằm trong cùng một tòa nhà trên phố Dmitry Donskoy, Duma khu vực Kaliningrad - trên phố Kirov, Tòa án khu vực Kaliningrad - trên phố Sergeeva, Tòa án trọng tài Kaliningrad Oblast - trên phố Rokossovsky .

### Chính phủ liên bang
Tại Kaliningrad, có các văn phòng đại diện của chính quyền liên bang trong khu vực:
- Văn phòng công tố của Kaliningrad Oblast
- Cơ quan điều tra của Ủy ban điều tra của Nga
- Bộ Nội vụ Kaliningrad Oblast
- Bộ Tình trạng Khẩn cấp
- Ủy ban quân sự
- Hải quan khu vực Kaliningrad thuộc Cục Hải quan Tây Bắc thuộc Cục Hải quan Liên bang Nga
- Chi nhánh Quỹ hưu trí Liên bang Nga
- Quản lý dịch vụ bưu chính liên bang - chi nhánh của FSUE " Bưu điện Nga "
- Chi nhánh Quỹ Bảo hiểm xã hội Liên bang Nga

## Kinh tế
Năm 1996, Kaliningrad được chỉ định là Đặc khu kinh tế, gọi tắt là FEZ Yantar . Các nhà sản xuất có trụ sở tại đó được giảm thuế và thuế hải quan đối với hàng hóa mà họ gửi đến các vùng khác của Nga. Mặc dù tham nhũng sớm là biện pháp ngăn chặn, nhưng chính sách đó có nghĩa là khu vực này hiện là một trung tâm sản xuất. Một trong ba hãng ti vi ở Nga được sản xuất tại Kaliningrad (bao gồm thương hiệu Ericsson của Telebalt Ltd. và Polar của một công ty cùng tên đặt tại thành phố Chernyakhovsk) và đây là quê hương của các nhà máy ô tô Cadillac và BMW (do Avtotor sản xuất). Hiện tại, các ngành công nghiệp chính của Kaliningrad là sản xuất, vận chuyển, đánh bắt cá và các sản phẩm từ hổ phách. Năm 2006, Moscow tuyên bố sẽ biến khu vực này thành "Hồng Kông của Nga".
Ủy ban Châu Âu cung cấp vốn cho các dự án kinh doanh theo chương trình đặc biệt cho Kaliningrad. Với mức tăng trưởng GDP trung bình hơn 10% mỗi năm trong ba năm tính đến năm 2007, Kaliningrad tăng trưởng nhanh hơn bất kỳ khu vực nào khác ở Nga, thậm chí vượt xa thành công của các nước láng giềng EU. Vào đầu năm 2015, BBC báo cáo thương mại của khu vực với các nước EU đang tăng lên, với tăng trưởng kinh tế và sản lượng công nghiệp được cải thiện.

## Giáo dục

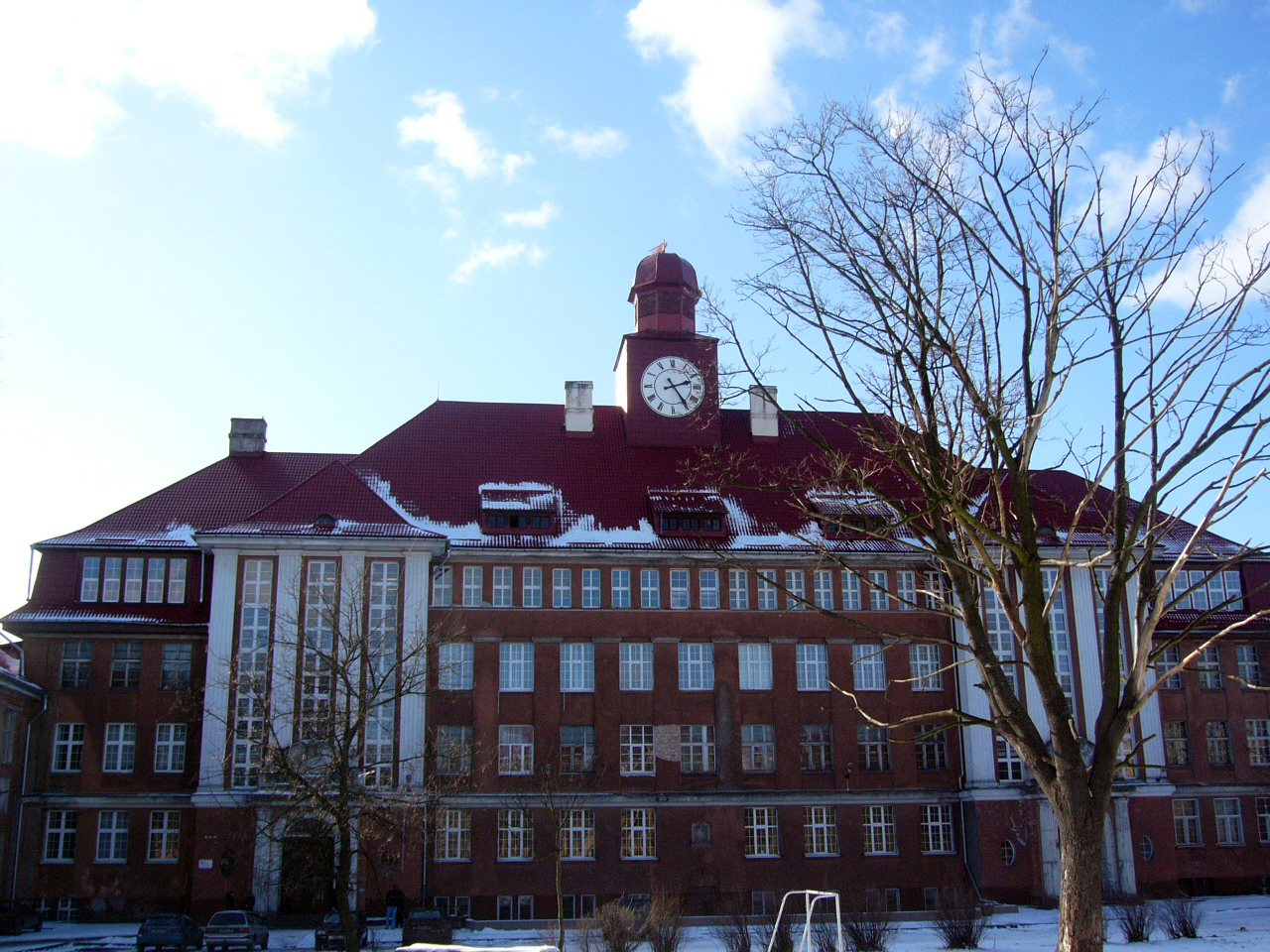
Đại học Liên bang Immanuel Kant Baltic

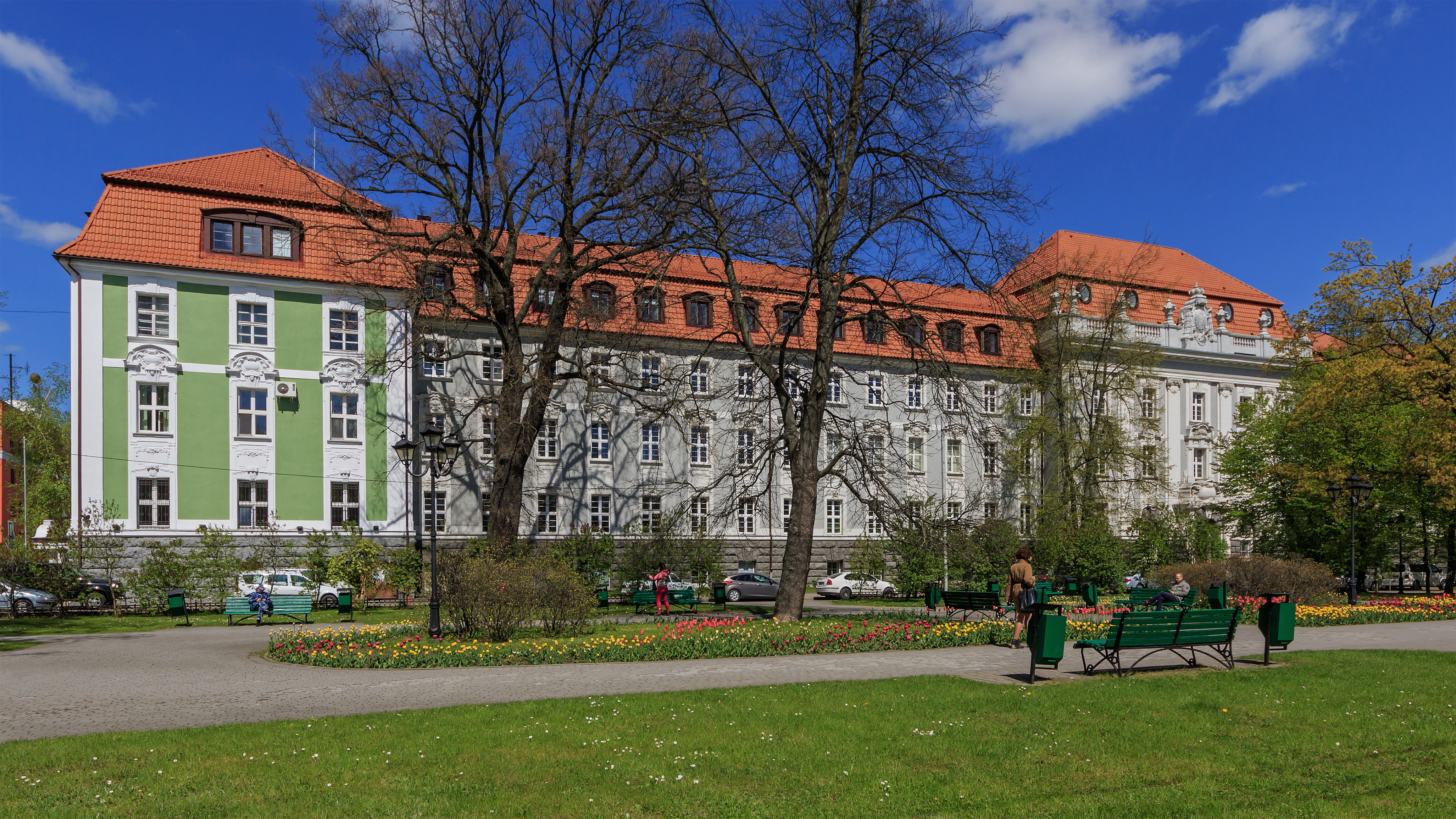
Đại học Kỹ thuật Bang Kaliningrad

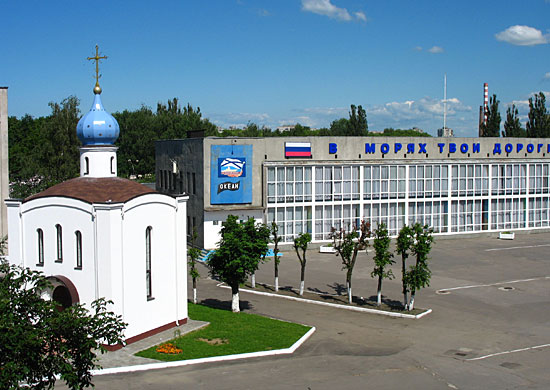
Viện Hải quân Baltic

Ngày nay, giáo dục đại học ở Kaliningrad có 21 cơ sở (cùng với các chi nhánh của các trường đại học ở các thành phố khác), trong đó có 6 trường thuộc sở hữu nhà nước:
- Phân hiệu Kaliningrad của Đại học St.Petersburg thuộc Bộ Nội vụ Nga, trước đây là Viện Luật Kaliningrad thuộc Bộ Nội vụ Nga (KYUI), thậm chí trước đó ,Trường Đại học Kaliningrad thuộc Bộ Nội vụ của Liên bang Nga, được thành lập trên cơ sở Trường Cảnh sát Trung cấp Đặc biệt Kaliningrad của Bộ Nội vụ Liên Xô.
- Immanuel Kant Đại học Liên bang Baltic . Cho đến năm 2011 - Đại học Nhà nước Nga. I. Kant. Tên của Kant đã được đặt vào đêm trước lễ kỷ niệm 750 năm thành lập của thành phố vào năm 2005. Trước đây, Đại học Bang Kaliningrad (KSU) chiếm tòa nhà của Đại học Königsberg của Đức trước đây.
- Hạm đội Đánh cá của Học viện Bang Baltic (BFFSA). Cho đến năm 1991 - Trường Kỹ thuật Hàng hải Higher Kaliningrad (KVIMU).
- Đại học Kỹ thuật Bang Kaliningrad (KSTU). Trước đây - Viện Kỹ thuật Công nghiệp và Kinh tế Đánh bắt cá Kaliningrad (KTIRPiH).
- Viện Biên giới Kaliningrad thuộc Cơ quan An ninh Liên bang của Liên bang Nga. Trước đây - Trường Công binh Kỹ thuật Cao cấp Kaliningrad được đặt tên theo AAZhdanov (KVIUIV).
- Học viện Hải quân Baltic FF Ushakov, nay là một chi nhánh của trung tâm giáo dục và khoa học quân sự của Hải quân Nga "Học viện Hải quân được đặt theo tên Đô đốc Hạm đội Liên Xô NG Kuznetsov." Trước đây - Trường Hải quân Cao hơn Kaliningrad (KVVMU).

Ở Kaliningrad có một chi nhánh của Học viện Hành chính Công và Kinh tế Quốc dân Tây Bắc, từ các cơ sở giáo dục trung học bao gồm có: ba phòng thể dục, sáu phòng tổ chức truyền bá văn học nghệ thuật và bốn mươi bảy trường trung học.Có cơ sở giáo dục trình độ trung cấp nghề: Trường Cao đẳng Âm nhạc Vùng Kaliningrad. S.V .Rachmaninova, Cao đẳng Phát triển Đô thị Bang Kaliningrad, Cao đẳng Thủy sản Biển Kaliningrad và những trường khác; đến IKBFU I. Kant bao gồm: Trường Cao đẳng Kỹ thuật Kaliningrad, Trường Cao đẳng Xây dựng Công cộng. Ngoài ra, còn có một quân đoàn thiếu sinh quân - KSH "Andrew the First-Called Cadet Naval Corps" (APKMK).
Vào tháng 8 năm 2019, việc xây dựng bắt đầu trên một chi nhánh của Trường Hải quân Nakhimov. Dự kiến khai giảng vào ngày 1 tháng 9 năm 2020, số lượng học viên hơn 560 người.

## Vận chuyển

### Đường bộ
Volgograd là một chính trung tâm giao thông. Quan trọng nhất, những con đường của thành phố được:
- Kaliningrad - Chernyakhovsk - Nesterov đến biên giới Lithuania-Nga (đến Vilnius, Minsk, tuyến đường M1 "Belarus") Nó là một phần của các nhánh của hành lang vận tải xuyên châu Âu số 1-A "Riga - Kaliningrad - Gdansk" và số 9-D "Kiev - Minsk - Vilnius - Kaliningrad", và
- Kaliningrad - Gvardeisk - Neman đến biên giới Lithuania-Nga (trên Siauliai, Jelgava, Riga ). Tuyến đường từ làng - Talpaki, qua Bolshakovo đến Sovetsk . Nó là một phần của nhánh của hành lang vận tải xuyên châu Âu số 1-A "Riga - Kaliningrad - Gdansk".
- Kaliningrad - Mamonovo . Qua Ladushkin đến biên giới Ba Lan-Nga (đến Elbląg, Gdańsk ). và
- Kaliningrad - Polessk . Nó đi qua làng. Bolshakovo (xa hơn đến Sovetsk)
- Kaliningrad - Zelenogradsk . (xa hơn nữa dọc theo Curonian Spit đến Nida và Klaipeda )
- Kaliningrad - Baltiysk . Con đường chạy qua Primorsk .
- Kaliningrad - Bagrationovsk . Dẫn đến biên giới Ba Lan (xa hơn đến Olsztyn ).

Vào tháng 12 năm 2007, việc xây dựng bắt đầu trên đường cao tốc Primorskoye Koltso, hiện đang nối Kaliningrad với Svetlogorsk, Pionersky, Zelenogradsk và Sân bay Khrabrovo . Nó được lên kế hoạch tiếp tục xây dựng tại Baltiysk, Svetly .
Xung quanh thành phố (từ làng A. Kosmodemyansky đến giao lộ giao thông với Moskovsky Prospekt) đi qua tuyến đường Đường tránh phía Bắc Kaliningrad và Đường tránh phía Nam Kaliningrad (từ giao lộ giao thông với Moskovsky Prospekt bao gồm cả làng Shosseinoe ( Đường cao tốc Kaliningrad-Mamonovo), được gọi là Bolshoi Theo đường vành đai Cho đến nay, ở phía tây của thành phố Kaliningrad, "vành đai" của con đường vẫn chưa bị đóng do không có tuyến đường 7 km băng qua đầm Vistula .

### Đường thủy
Cực Tây Kaliningrad là nơi có cảng và không đóng băng duy nhất của Nga, các nước Baltic trên Biển Baltic . Các chuyến phà chở hàng và chở khách kết nối Cảng Kaliningrad và bến cảng của nó, Cảng Baltiysk với Saint Petersburg, và các cảng của Đức và Thụy Điển .
Kể từ tháng 4 năm 2019, chỉ có một chuyến phà chở hàng hoạt động trên tuyến Baltiysk - Ust-Luga và chuyến phà chở khách đã bị hủy bỏ.

### Đường hàng không
Sân bay Kaliningrad Devau khai trương năm 1919. Nó là một trong những sân bay dân dụng đầu tiên trên thế giới và là sân bay đầu tiên ở Đức. Năm 1922, những chiếc máy bay đầu tiên của Moscow-Riga-Königsberg, hãng hàng không quốc tế đầu tiên của Liên Xô, đã đến đây lần đầu tiên. Sau thế chiến thứ 2, sân bay được sử dụng cho các chuyến bay địa phương cho đến những năm 1970.
Vào những năm 50, một sân bay mới, Sân bay Khrabrovo, được xây dựng trên cơ sở của một sân bay quân sự cách thành phố 24 km. Bây giờ nó là sân bay quốc tế. Hãng hàng không Kaliningrad KD Aviation có trụ sở tại Khrabrovo, đã ngừng hoạt động vào tháng 9 năm 2009. Việc xây dựng lại sân bay đã hoàn thành vào năm 2018.

### Đường sắt

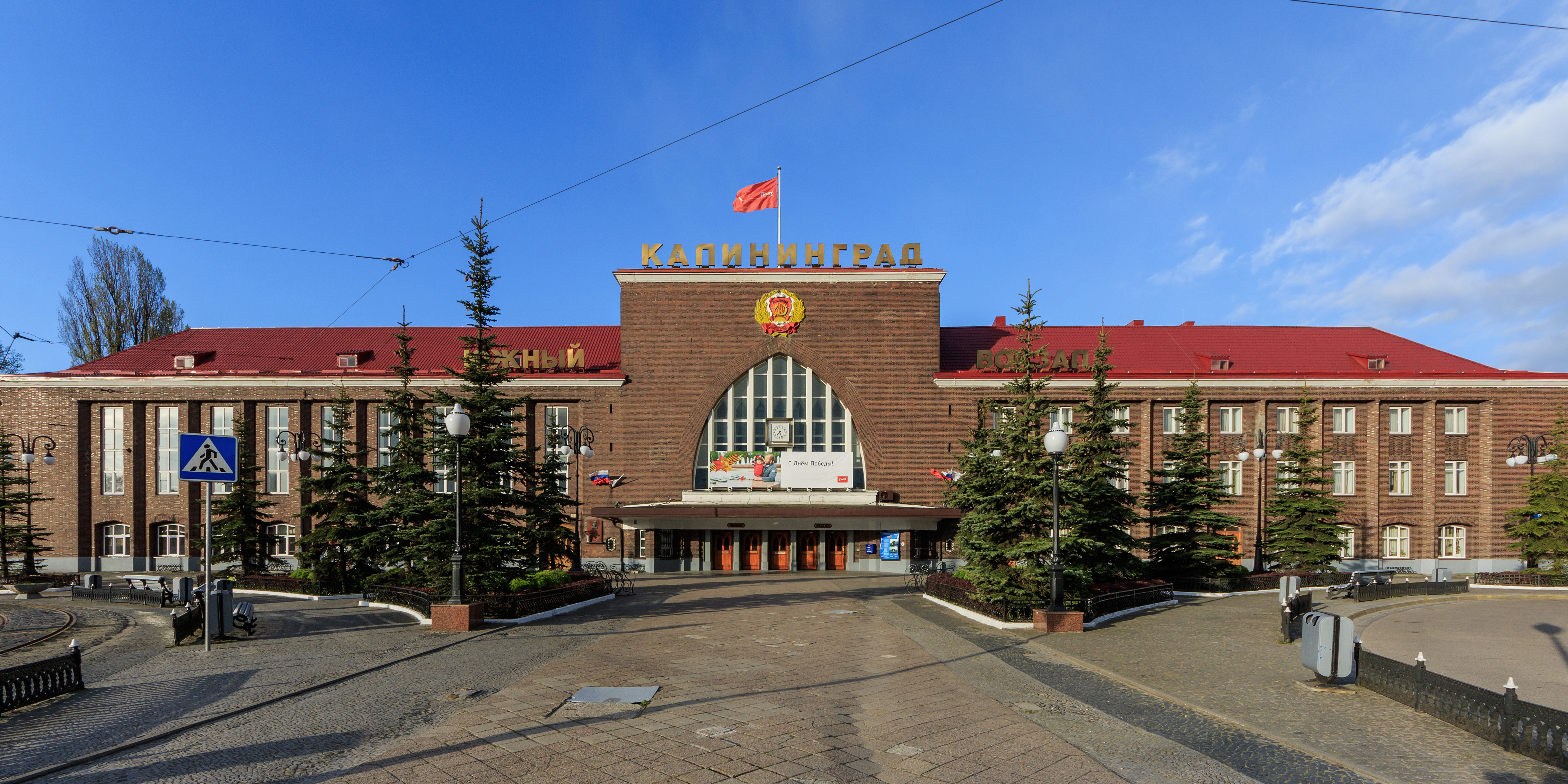
Ga đường sắt Nam Kaliningrad

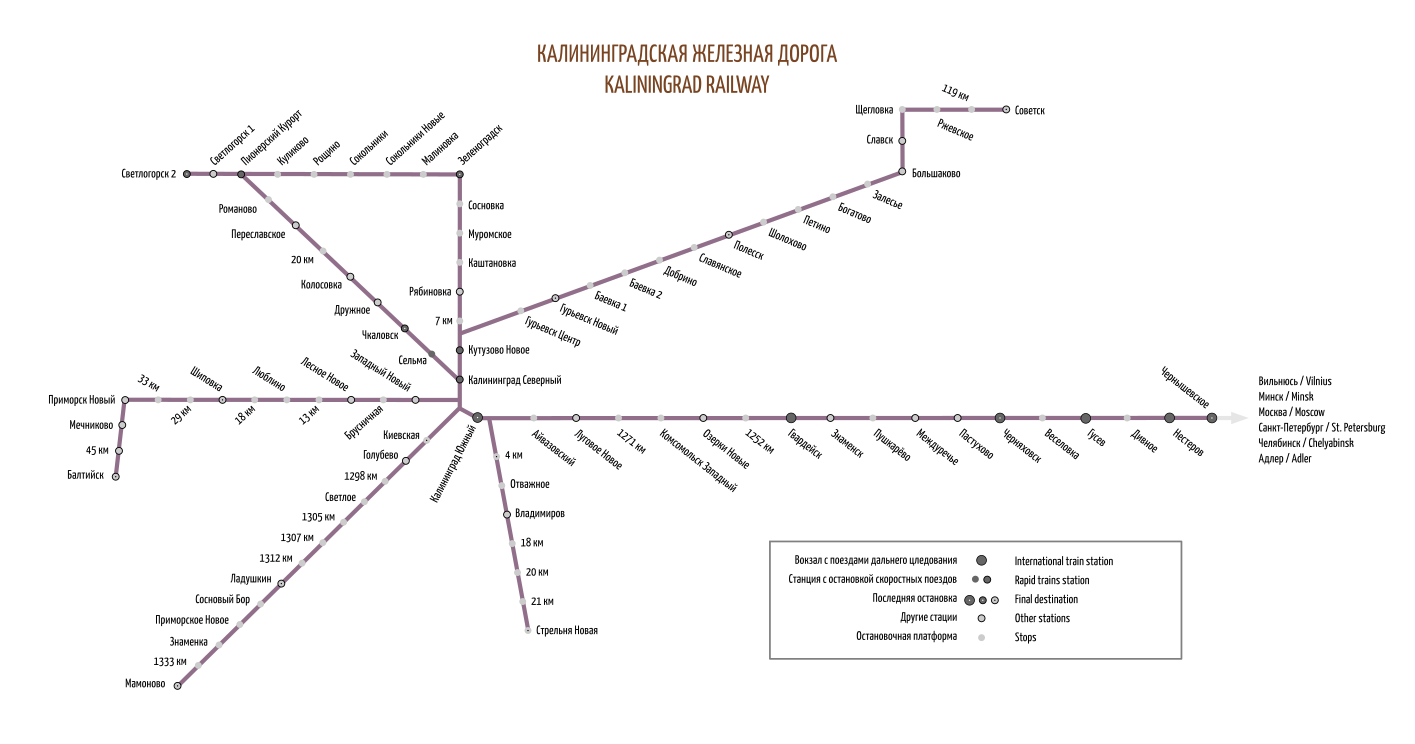
Mạng lưới đường sắt ở Kaliningrad Oblast

Kaliningrad là trung tâm quan trọng nhất của mạng lưới đường sắt của tỉnh Kaliningrad.
Nhà ga hành khách chính của thành phố là ga Kaliningrad South, bao gồm ga xe lửa chính của thành phố và ga Oblast - Yuzhny, nó phục vụ cả các chuyến tàu đi lại và đường dài từ Kaliningrad:
- Số 30 Moscow "Yantar"
- Số 80 St.Petersburg
- Số 148 Moscow (mùa hè)
- Số 360 Adler
- Số 426 Chelyabinsk (mùa hè)

Chuyến tàu thẳng Berlin-Kaliningrad (qua Ba Lan) hoạt động từ năm 1993 đến năm 2000, sau đó được thay thế bằng toa chạy thẳng, là một phần của tuyến tàu Kaliningrad-Gdynia từ tháng 12 năm 2003 đến tháng 12 năm 2009 và trong năm 2010-2013 (vào mùa hè), với một đoạn đi qua thành phố Tczew của Ba Lan. Một sân ga có đường ray "Châu Âu" đã được trang bị đặc biệt để tiếp nhận các đoàn tàu này, cho phép các đoàn tàu chạy trên đường ray này mà không cần sắp xếp lại các cặp bánh xe.

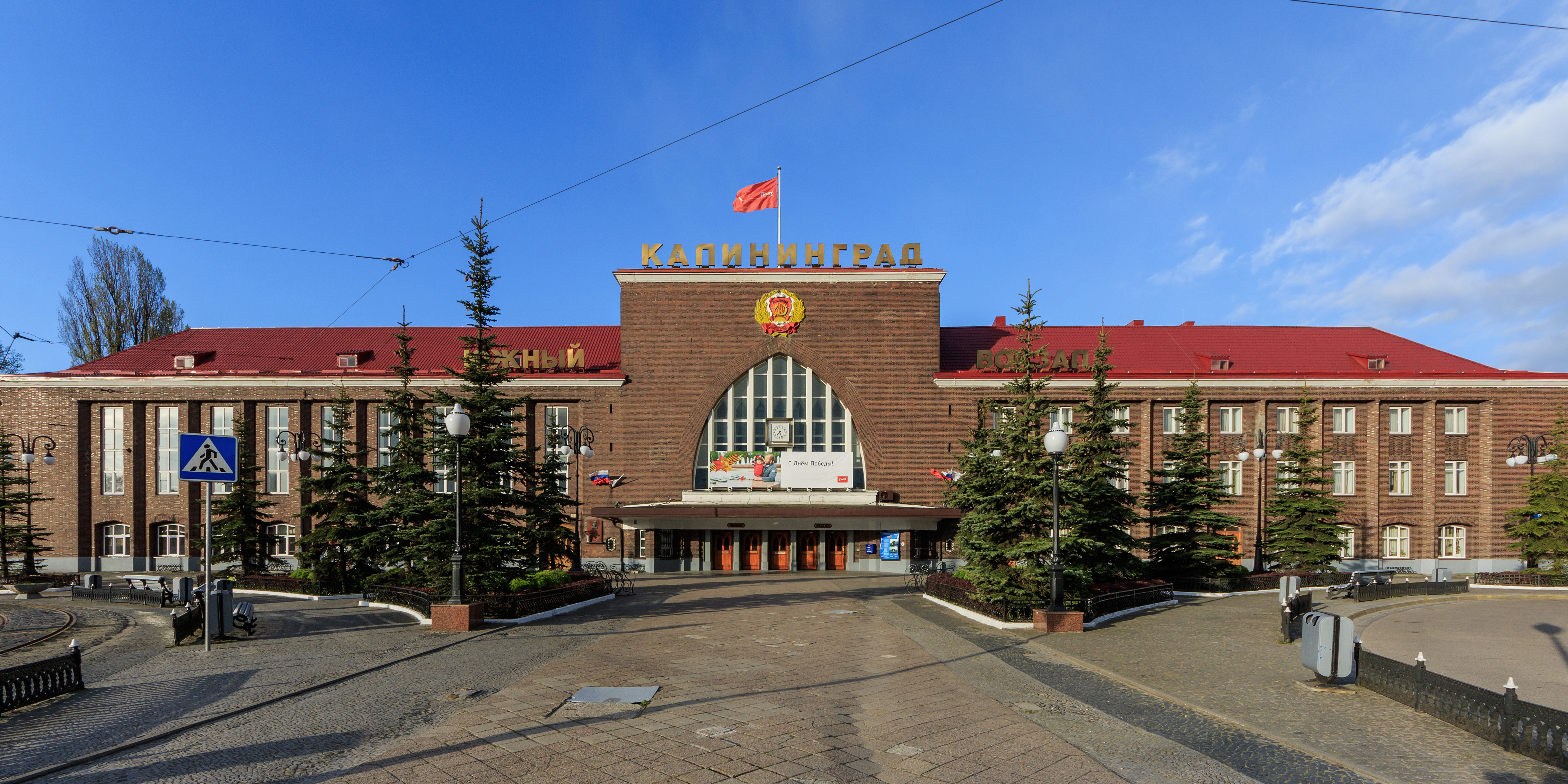
Ga đường sắt Nam Kaliningrad

Ga đường sắt Kaliningrad North phục vụ các chuyến tàu nối Kaliningrad với các khu nghỉ mát ven biển của thành phố, Svetlogorsk và Pionersky, cũng như thành phố Sovetsk . Nó là một đầu mối giao thông chính trong hệ thống giao thông công cộng của Kaliningrad.
Các ga đường sắt khác trong thành phố:
- Kutuzovo-Novoy (Alexander Thế Quận)
- Chkalovsk-Tây (Mck. Chkalovsk)
- Tây Mới (Toa Xe Quận)
- Rừng-Novoya (Hay Không. được đặt tên sau khi Alexander Kosmodemyansky)
- Dzerzhinskaya-Novaya (Dzerzhinsky, khu Phố, đó là một phụ nữ châu Âu đường hẹp)
- Điểm dừngDegas (trong khu vực của Degas và Yamskaya đường phố)
- Điểm dừng Kiev(Kievskaya khu Phố, gần trường Baltic)
- Điểm dừngSelma  (nói Chung Chelnokov Street và Selma Trường)
- Điểm dừng 4 km (Muromskaya Khu Phố phía Nam)
- Điểm dừngBrusnichny  (Brusny quận)

### Dịch vụ xe buýt liên thành phố và quốc tế
Các tuyến xe buýt thường xuyên kết nối Kaliningrad với Belarus, Ukraine, Lithuania, Latvia, Estonia, Ba Lan, Cộng hòa Séc và Đức .
Có hai bến xe trong thành phố. Trạm xe buýt "cũ" nằm trên Quảng trường Kalinin, bên cạnh ga đường sắt Kaliningrad-Passazhirskiy và được sử dụng chủ yếu cho giao thông nội vùng.
Do mâu thuẫn với ban giám đốc nhà ga, hãng vận tải đường bộ Königavto đã ngừng sử dụng bến xe buýt này và thành lập bến xe buýt quốc tế của riêng mình ở cuối Moskovsky Prospekt. Hơn 90% các dịch vụ xe buýt quốc tế thường xuyên khởi hành từ đó.

### Giao thông công cộng đô thị
Phương tiện giao thông công cộng ở Kaliningrad bao gồm xe buýt, xe điện, xe điện, taxi và các tuyến đường sắt của thành phố. Vào ngày 21 tháng 3 năm 2010, một kế hoạch giao thông công cộng mới có hiệu lực.
Mạng lưới xe điện ở Kaliningrad đã tồn tại từ năm 1895 và là hệ thống xe điện lâu đời nhất ở Nga. Nó có chiều rộng đường ray là 1000 mm. Cho đến năm 2000, có ít nhất mười tuyến đường xe điện thành phố hoạt động ở Kaliningrad, tuy nhiên, trong hai mươi năm qua, mạng lưới tuyến đường đã bị giảm đáng kể. Đến đầu năm 2013, trên địa bàn TP chỉ có hai tuyến hoạt động. Vào năm 2015, sau khi thay đổi mô hình giao thông tại ga đường sắt Nam Kaliningrad, tuyến tàu điện cuối cùng số 5 vẫn được duy trì. Theo Quy hoạch chung Kaliningrad mới được thông qua cho đến năm 2035, việc xây dựng một tuyến tàu điện với phần giao thông riêng biệt ở Quận Moskovsky được dự kiến.
Những chiếc xe đẩy đầu tiên xuất hiện ở Königsberg vào năm 1943, nhưng sau chiến tranh, họ quyết định không khôi phục xe đẩy. Hệ thống xe điện hiện đại của thành phố bắt đầu hoạt động từ ngày 5 tháng 11 năm 1975. Trong thời gian này, mạng lưới đường ở Kaliningrad đã nhiều lần thay đổi. Sau khi sửa chữa cầu vượt trên đại lộ Pobedy, được thực hiện vào mùa hè năm 2018, tuyến đường số 6 đã được bãi bỏ chạy khỏi đường phố. Do đó, ba tuyến xe buýt điện vẫn hoạt động trong thành phố, mặc dù kế hoạch tuyến đường mới cho giao thông công cộng, được thông qua vào ngày 1 tháng 8 năm 2016, đã cung cấp cho sáu tuyến đường. Quy hoạch chung của thành phố đến năm 2035 cũng quy định sự phát triển của mạng lưới xe buýt ở Kaliningrad.

#### Xe buýt đường sắt

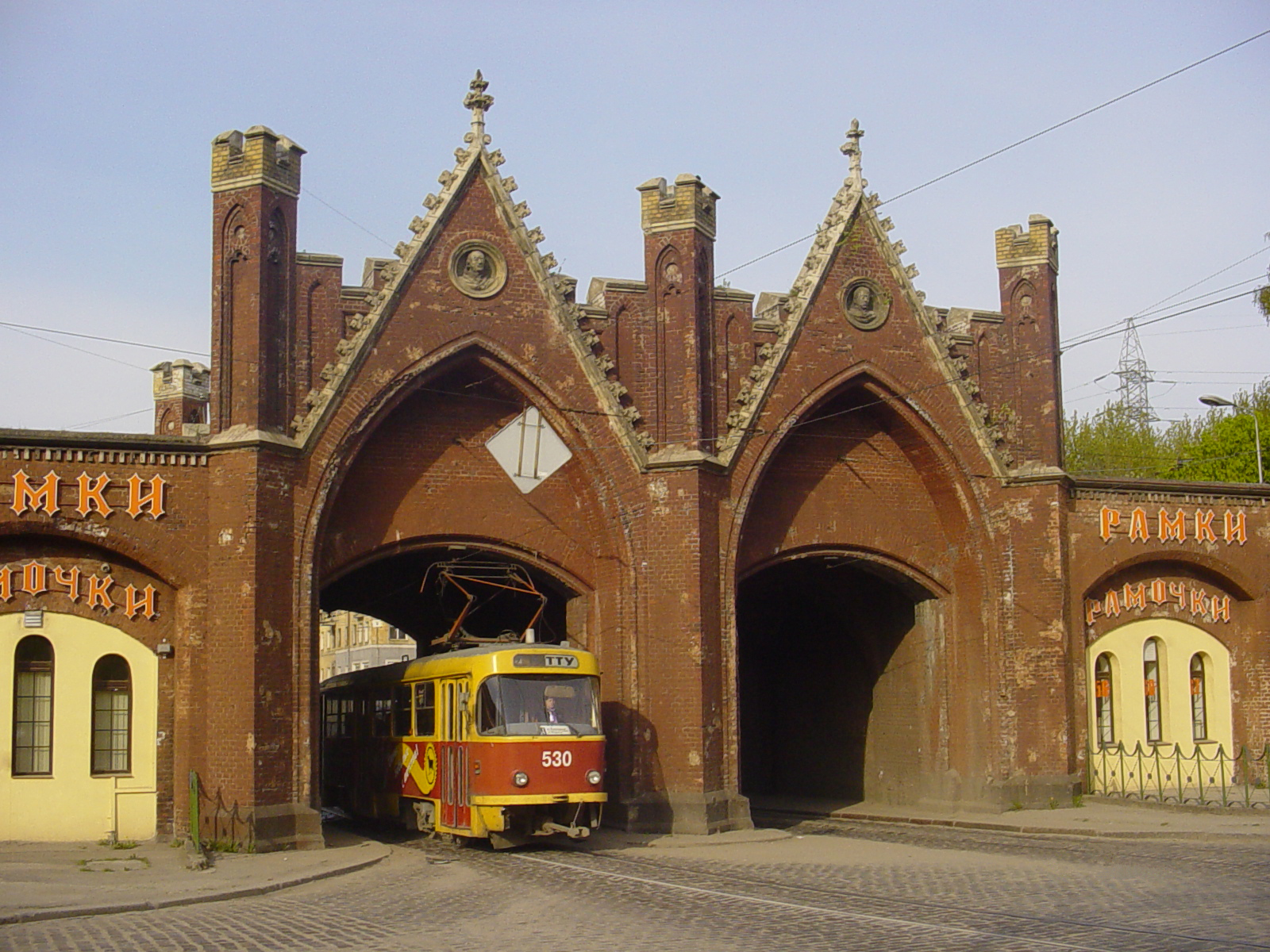
Xe điện Tatra T4 đi qua Cổng Brandenburg

Vào ngày 26 tháng 3 năm 2014, tuyến đầu tiên của xe buýt đường sắt thành phố đã được đưa vào hoạt động tại Kaliningrad, phục vụ tuyến đường từ sân ga Kievskaya ở quận Moskovsky đến ga đường sắt Bắc Kaliningrad . Đồng thời, một tuyến xe buýt đã được tổ chức nối Phố Oleg Koshevoy với sân ga Kievskaya. Việc mở thêm một số tuyến của tuyến đường sắt thành phố đã được công bố, sẽ kết nối trung tâm Kaliningrad với các quận ngoại vi của thành phố.
Vào tháng 12 năm 2016, thị trưởng của Kaliningrad, Alexander Yaroshuk, thông báo rằng kể từ ngày 1 tháng 1 năm 2017, xe buýt đường sắt thành phố sẽ bị hủy bỏ do không có lợi nhuận. Sau đó, Thống đốc Anton Alikhanov đã đưa ra quyết định hoạt động trợ giá xe buýt đường sắt từ ngân sách khu vực.
Vào đầu tháng 1 năm 2017, dịch vụ báo chí của Đường sắt Kaliningrad thông báo rằng họ có kế hoạch kéo dài tuyến xe buýt đường sắt đến Chkalovsk .
Vào ngày 9 tháng 1 năm 2017, các chuyến tàu thành phố đã được đưa vào hoạt động trên tuyến Kaliningrad-Guryevsk và từ ngày 3 tháng 9 năm 2018 trên tuyến Kaliningrad-Lesnoye Novoe.
Tính đến cuối năm 2018, xe buýt đường sắt phục vụ bốn tuyến nội thành kết nối các khu vực ngủ nghỉ ngoại vi và thành phố vệ tinh Guryevsk với trung tâm Kaliningrad. Ga đường sắt phía Bắc Kaliningrad là đầu mối giao thông và trung chuyển lớn, nơi hội tụ nhiều tuyến giao thông công cộng. Hành khách được vận chuyển bằng xe buýt đường sắt kiểu RA1 và RA2 do Metrovagonmash sản xuất. Các chuyến tàu trong thành phố chạy vào các ngày trong tuần vào giờ cao điểm buổi sáng và buổi tối.

### Cầu

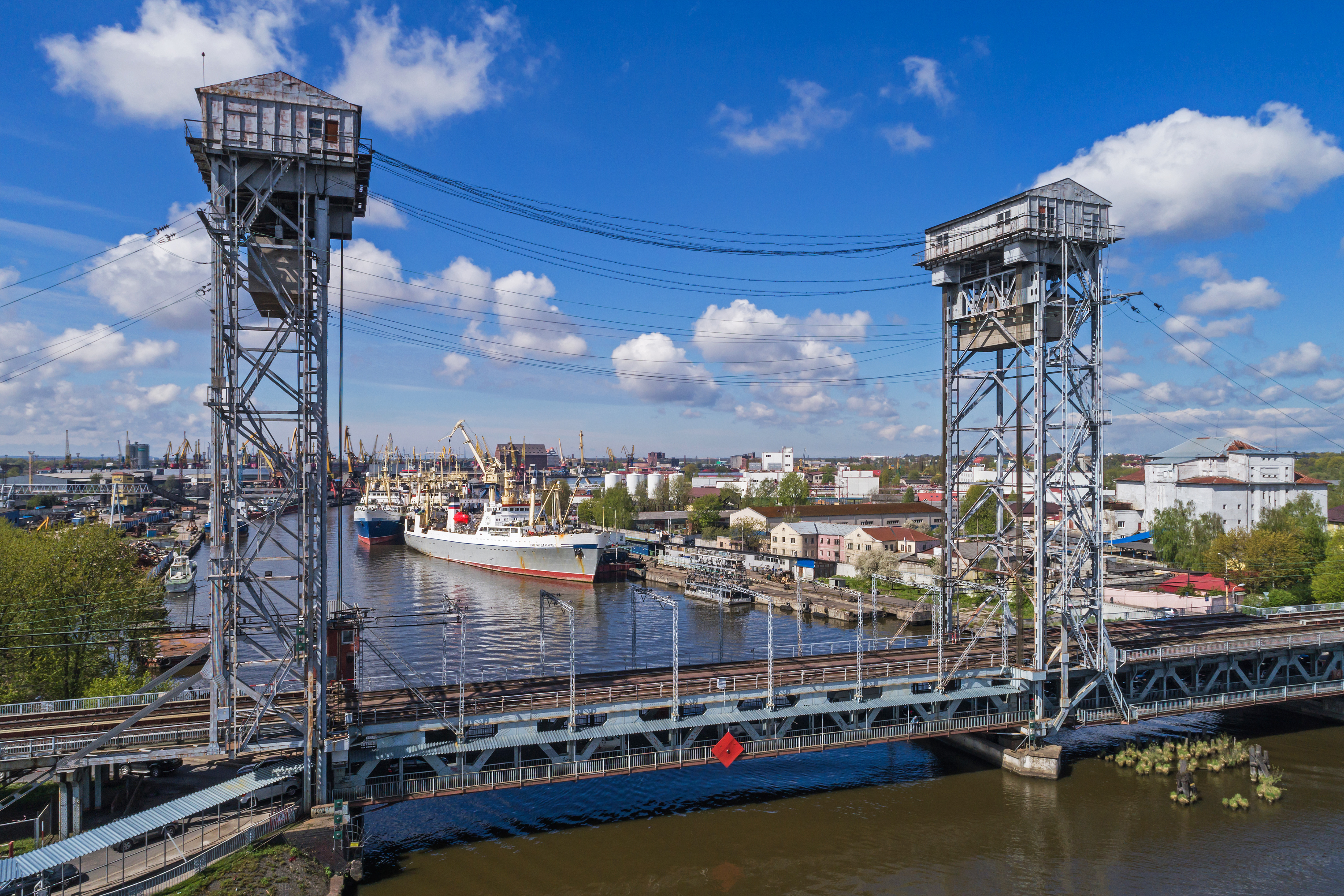
Cầu hai tầng

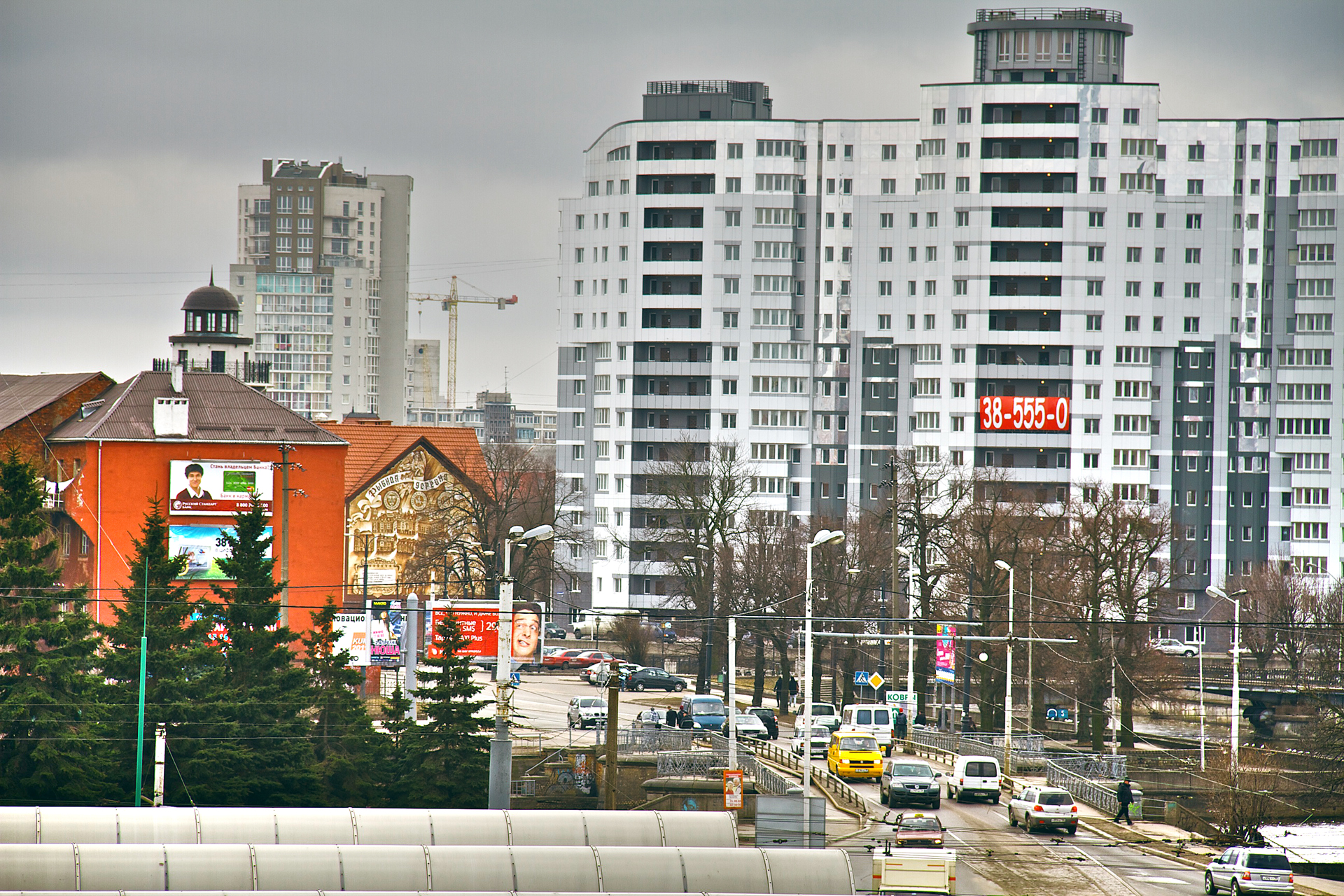
Cầu gỗ

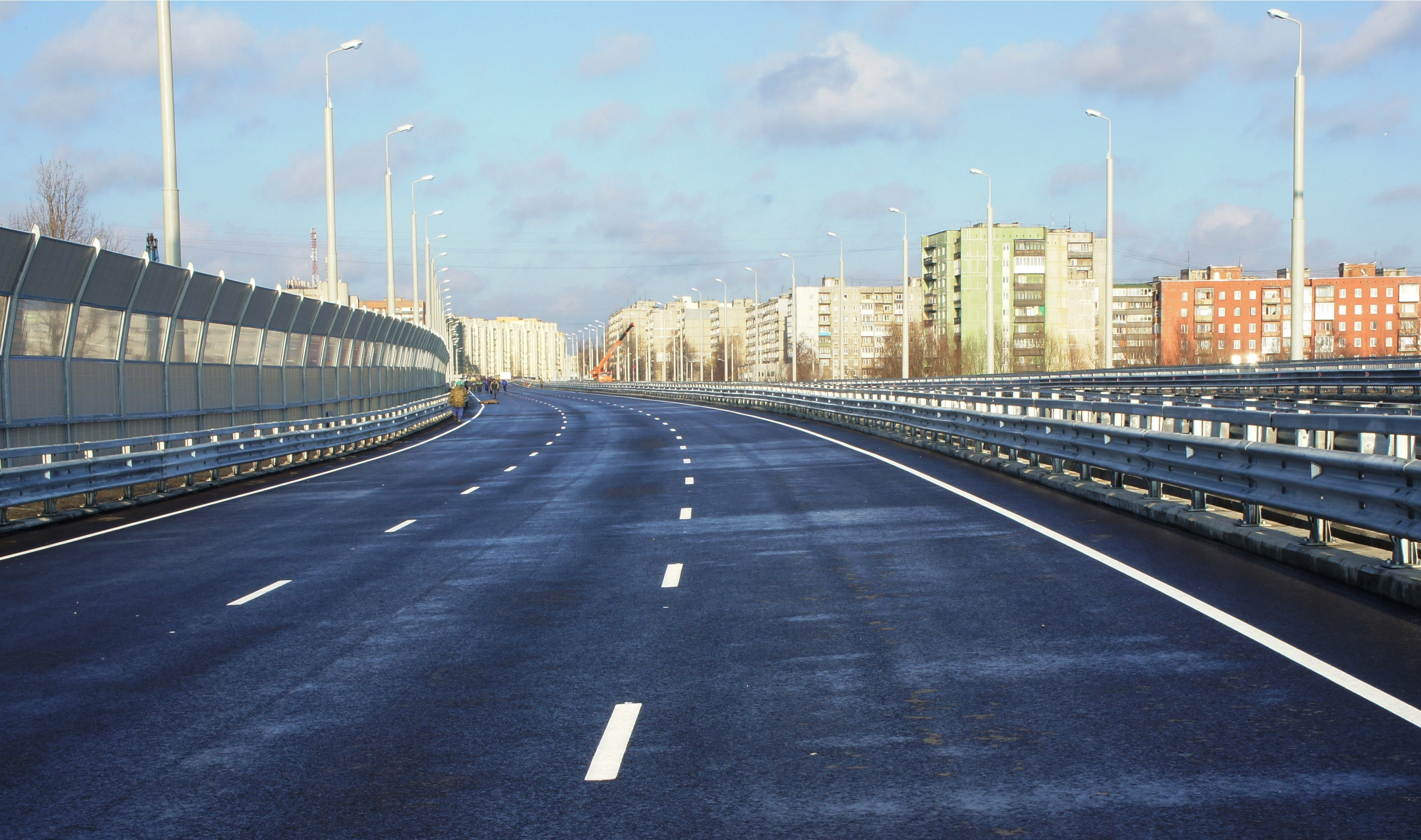
Cầu vượt thứ hai

Các nhánh của sông Pregolya chia thành phố thành bốn phần. Phần lớn thành phố (Quận Hành chính Tsentralny và Quận Hành chính Leningradsky) nằm ở phía bắc của sông, Quận Hành chính Moskovsky ở phía nam của sông. Đảo Kant (Kneiphof) và Đặc khu hành chính Oktyabrsky (Lomse) nằm giữa các nhánh của sông.
Có tám cây cầu đang hoạt động bắc qua Pregolya và một cây cầu đã bị tháo dỡ ở Kaliningrad.
- Cây cầu hai tầng là một cây cầu kéo nối các đường phố General Butkov (bờ phía bắc) và Zheleznodorozhnaya (bờ phía nam). Phân cách bằng cách nâng cao nhịp giữa. Tầng trên của cây cầu được chiếm bởi đường sắt, tầng dưới - bởi đường dành cho người đi bộ và vỉa hè dành cho người đi bộ. Cầu hai tầng là cây cầu đường sắt hiện tại duy nhất bắc qua Pregolya ở Kaliningrad.
- Cầu Trestle - bắc qua cả hai nhánh của Pregolya và đi qua Kneiphof, là một phần của Leninsky Prospekt, được xây dựng vào năm 1972,[70] để thay thế hai trong số bảy cây cầu Königsberg - Lavochny và Zeleny. Có lối đi dành cho người đi bộ từ cầu đến đảo, lối ra ô tô tới Moskovsky Prospekt. Không có đường ra đảo. Cây cầu được bắc ngang qua các tuyến đường của tất cả các loại phương tiện giao thông công cộng.
- Cầu gỗ là một cây cầu kéo, một trong bảy cây cầu ở Königsberg. Nối Moskovsky Prospekt với Đảo Oktyabrsky (Oktyabrskaya st.). Có hai tuyến xe điện qua cầu
- Cầu Honey là một cây cầu kéo, một trong bảy cây cầu của Königsberg. Nối đảo Oktyabrsky và Kneiphof. Vì Kneiphof là khu vực dành cho người đi bộ nên trên thực tế cây cầu cũng dành riêng cho người đi bộ. Theo thời gian, cây cầu được sử dụng bởi các phương tiện chính thức (vận chuyển vật liệu để trùng tu Nhà thờ Königsberg, cũng như để đi qua đám cưới).
- Cầu Jubilee - cầu kéo, dành cho người đi bộ, nối đảo Oktyabrsky (khu vực làng Rybnaya) với thánh Epronovskaya. Được xây dựng vào năm 2005 trên các trụ của cây cầu Imperial cũ, bị phá hủy trong Thế chiến thứ hai .
- Cầu Cao là một trong bảy cây cầu ở Königsberg. Kết nối st. Oktyabrskaya (Đảo Oktyabrsky) từ st. Dzerzhinsky. Một tuyến xe điện chạy qua cầu.
- Cầu Berlin (Palmburg) là một phần của đường vành đai Kaliningrad, nó được bắc ngang qua cả hai kênh của Pregolya. Xa trung tâm TP. Sau chiến tranh, nó chỉ được khôi phục một phần (một dải). Hiện tại, một cây cầu ba làn xe đã được xây dựng tại vị trí của nó, được xây dựng lại vào năm 2014.
- Cầu đường sắt cũ là một cây cầu kéo, nằm trong khu vực của Bảo tàng Đại dương Thế giới. Phân cách bằng cách nâng cao nhịp giữa. Nhịp giữa bị tháo dỡ, mặt cầu không được sử dụng. Một tuyến đường sắt bỏ hoang bắc qua cầu.
- Cầu vượt thứ hai được đưa vào vận hành vào tháng 12 năm 2011. Cây cầu bắc qua cả hai kênh của Pregolya và đi qua Đảo Oktyabrsky, nối Đường 9 Tháng 4 ở phần hữu ngạn của thành phố với Đường Dzerzhinsky ở phần tả ngạn. Tổng chiều dài là 1883 m. Cầu có ba làn xe mỗi chiều. Tốc độ thiết kế của các loại xe không nhỏ hơn 80 km / h.

Bảy cây cầu tồn tại ở Königsberg trong thế kỷ 16-20. Vị trí tương đối của các cây cầu đã dẫn đến bài toán Bảy cây cầu của Königsberg, và khiến nhà toán học Leonard Euler suy đoán, dẫn đến sự xuất hiện của lý thuyết đồ thị.

## Phương tiện truyền thông

### Tivi
Hãng phim truyền hình Kaliningrad đã tồn tại từ năm 1958 với kênh tần số riêng và phát sóng 6-7 giờ hàng ngày, sau đó nó được gọi là Công ty Truyền thanh và Truyền hình Yantar. Hiện tại, nó đã bị mất kênh và phần lớn thời lượng phát sóng, nó là một chi nhánh của Công ty Phát thanh và Truyền hình Nhà nước Toàn Nga
Mạng truyền hình Kaliningrad:
| - Kênh một - Nga 24 - 5TV - Nga 1 - Zvezda - TNT - Nga-K - Yu | - STS - NTV - Trung tâm truyền hình - Khớp TV - Truyền hình công cộng của Nga - Băng chuyền - Mir - REN TV | - Domashny - TV-3 - Thứ sáu! - Muz-TV - Spa |

### Đài
Các đài phát thanh Kaliningrad:
| - " Europa Plus " - "Radio Chanson" - "Radio 7 On Seven Hills" - "Hài hước FM" - "Vesti FM" - " RMF FM " (Ba Lan) - "FM cổ điển" - " Đài phát thanh Russkoye " - " Silver Rain Radio " - " NRJ Nga " - "Đài phát thanh Zvezda" - " AvtoRadio " - "Radio Edge" - "Đài phát thanh Monte Carlo" - " Đài phát thanh Nashe " - "FM kinh doanh" - " Đài Mayak " | - "Studio 21" - " Đài Rossii " - "Đài phát thanh đường" - " Đài phát thanh tối đa " - "Đài Komsomolskaya Pravda" |

## Những người đáng chú ý
- Immanuel Kant (1724–1804), triết gia
- ETA Hoffman (1776-1882) tác giả, nhà viết kịch, nhà soạn nhạc
- Sergey Snegov (1910–1994), nhà văn khoa học viễn tưởng
- Viktor Patsayev (1933–1971)
- Alexei Leonov (1934–2019), người đầu tiên đi bộ trong không gian
- Yury Romanenko (sinh năm 1944)
- Alexander Viktorenko (sinh năm 1947)
- Oleg Gazmanov (sinh năm 1951), ca sĩ
- Sergei Beloglazov (sinh năm 1956), đô vật Olympic
- Lyudmila Putina (sinh năm 1958), vợ cũ của Vladimir Putin, Đệ nhất phu nhân Nga
- Alexander Volkov (sinh năm 1967), vận động viên quần vợt
- Dmitry Lapikov (sinh năm 1982), vận động viên cử tạ Olympic
- Tvangeste, ban nhạc kim loại đen giao hưởng
- Maksim Zuyev, nhà báo và nhà hoạt động
- Anastasia Nazarenko (sinh năm 1993), vận động viên thể dục nhịp điệu
- Costa Ronin (sinh năm 1979), diễn viên New Zealand gốc Nga

## Quan hệ quốc tế

### Cơ quan đại diện ngoại giao
Năm 2004, Đức mở tổng lãnh sự quán tại Kaliningrad. Lãnh sự quán này cho phép người dân Kaliningrad có thị thực Schengen mà không cần phải đến Moscow. Một thỏa thuận giữa Gerhard Schröder, Thủ tướng Đức và Tổng thống Nga Vladimir Putin đã thiết lập lãnh sự quán dựa trên Lithuania và Ba Lan, bao quanh Kaliningrad, gia nhập EU. Mối quan tâm của Nga với việc Đức muốn Königsberg trước đây trở lại đã cản trở các kế hoạch xây dựng lãnh sự quán Đức trước đó.

### Luật giao thông biên giới
Ba Lan và Liên bang Nga có một thỏa thuận theo đó cư dân Kaliningrad và các thành phố Olsztyn, Elbląg và Gdańsk của Ba Lan có thể nhận được thẻ đặc biệt cho phép đi lại nhiều lần giữa hai nước, qua biên giới Ba Lan - Nga. Tính đến tháng 7 năm 2013, Ba Lan đã phát hành 100.000 thẻ. Năm đó, dòng người Nga đến Ba Lan để mua sắm tại các siêu thị Biedronka và Lidl đã đủ mới lạ để được đưa vào các bài hát của nhóm nhạc Parovoz.

### Thị trấn song sinh - thành phố kết nghĩa
Kaliningrad được kết nghĩa với:

### Thành phố đối tác
Kaliningrad cũng được hợp tác với:
| - Yerevan, Armenia (2009) |